# Australopithecus africanus
Australopithecus africanus is een uitgestorven mensachtige uit het geslacht Australopithecus, die in 1925 werd benoemd door Raymond Arthur Dart (1893-1988).
Het eerste fossiel van Australopithecus africanus werd in 1924 gevonden in Zuid-Afrika. De soortnaam betekent "zuidelijke aap uit Afrika". De soort is de typesoort van het geslacht Australopithecus. De vondst bestond uit de schedel van een kind. Dart herkende het meteen als een tweevoetige voorloper van de mens. De meeste andere geleerden dachten dat het een nauwe verwant van de chimpansee was. Pas toen Robert Broom in de jaren dertig schedels van volwassen exemplaren uit de grotten van Sterkfontein beschreef, werd het belang voor de menselijke evolutie ingezien. Er zijn voornamelijk schedels, onderkaken en losse tanden van de soort bekend en maar weinig hele skeletten. Van de bouw is daarom nog veel onzeker. Fossielen die duidelijk van A. africanus zijn, werden alleen in Zuid-Afrika gevonden en zijn ruim twee miljoen jaar oud.
Volwassen mannen van A. africanus werden zo'n 140 centimeter lang. Vrouwen waren wat kleiner, ongeveer 125 centimeter. Het gewicht lag rond de dertig kilogram. De hersenen waren wat groter dan bij een chimpansee van hetzelfde gewicht, tot boven de vijfhonderd kubieke centimeter. De snuit stak niet zo sterk naar voren als bij een chimpansee en de hoektanden waren veel kleiner. Het tandglazuur van de kiezen was veel dikker, een stuk dikker zelfs dan bij de moderne mens. Australopithecus africanus liep rechtop maar zijn armen waren nog vrij lang. Misschien kon hij goed klimmen.
De verwantschappen van Australopithecus africanus zijn zeer omstreden. Sommige geleerden denken dat hij de directe voorouder van het geslacht Homo is, misschien via Australopithecus sediba. Andere wetenschappers zien hem, vanwege zijn dikke tandglazuur, als de voorloper van de robuuste australopitheken van het geslacht Paranthropus.
Australopithecus africanus leefde in een gebied met graslanden afgewisseld door bossen. Met zijn sterke kiezen kan hij op grassen, wortels, zaden en bladeren gekauwd hebben. Het is echter onduidelijk welke voedselbron het belangrijkst was. Zijn gebit was niet gespecialiseerd in het eten van fruit maar dat zal hij toch bij voorkeur gegeten hebben. Hij was vermoedelijk geen jager op groot wild. Er zijn geen werktuigen bij de fossielen gevonden maar die kunnen wel gemaakt zijn. Over het sociale gedrag bestaan slechts indirecte en vage aanwijzingen.

## Ontdekking en naamgeving

### Dart ontdekt hetTaung Child

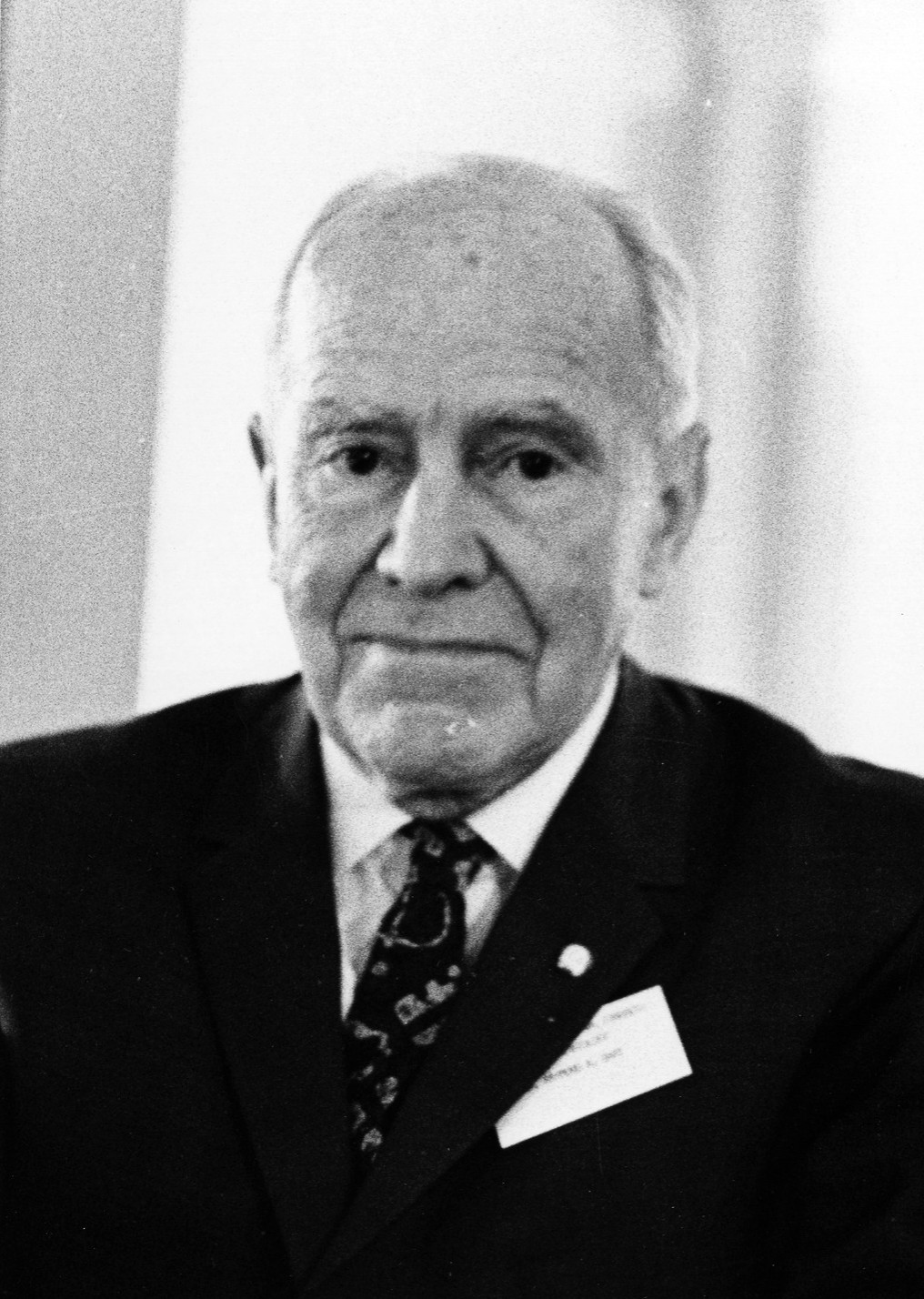
Raymond Arthur Dart in 1968

De Australiër Dart had medicijnen gestudeerd aan de universiteit van Sydney. Hij vertrok in 1923 naar Zuid-Afrika nadat hij het hoogleraarschap in de anatomie aan de Universiteit van Witwatersrand in Johannesburg had aanvaard. Eind 1924 vatte hij een zekere belangstelling op voor paleontologie toen Josephine Salmons, zijn enige vrouwelijke studente die hem bij dissecties tijdens colleges bijstond, een fossiele bavianenschedel, van Papio izodi, meenam om die aan studenten te tonen. Die had ze geleend van Patrick Izod, de zoon van E.G. Izod, de directeur van een kalksteengroeve, de Buxton Lime Quarry van de Northern Lime Company, die het fossiel als presse-papier gebruikte. In de enorme groeve doken bij het opblazen van het gesteente vaak zulke schedels op die als curiositeit verzameld werden door de springmeester M.G. de Bruyn.

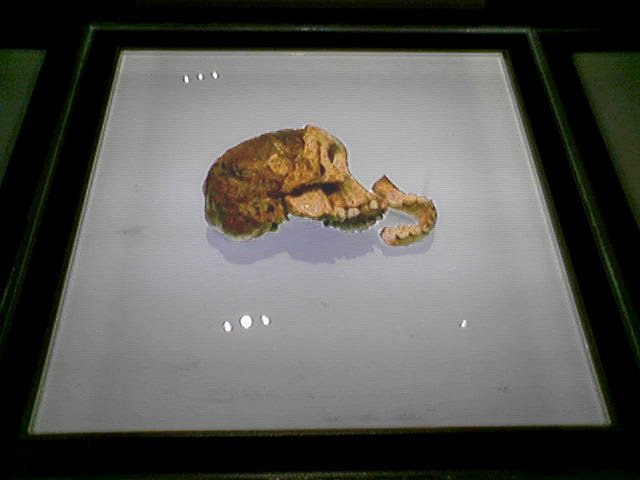
De schedel van het Taungkind

Dart vroeg professor geologie Robert Burns Young hem meer fossielen te doen toekomen uit de kalkgroeve omdat hij wist dat die vlakbij met een opgraving bezig was. In de ochtend van zaterdag 28 november 1924 werden twee zware kratten bezorgd. Dart zag bij het openen van de tweede krat boven op de rest van de lading een afgietsel van een hersenpan. Wat dieper in de krat ontdekte hij een gezichtje waarvan de voorzijde nog vast zat in een breccie, een mengsel van steentjes, schelpen en dergelijke dat door een bindmiddel als kalk aan elkaar plakt en in dit geval verhard was door dolomiet. De bouw van het fossiel vervulde hem van grote opwinding omdat hij het onmiddellijk herkende als een unieke vondst. Zelf een expert in de anatomie van het menselijk brein, zag hij dat het natuurlijk afgietsel van de hersenen duidelijk menselijke trekken vertoonde. Nog steeds wordt het beschouwd als de meest belangwekkende ontdekking in de paleoantropologie van de twintigste eeuw.
Ook dit fossiel was, vermoedelijk in november 1924, ontdekt door De Bruyn wie het na een explosie opviel dat een kop in twee delen uiteenviel, de hersenen en het gezicht. Dat gezicht was zo menselijk dat hij het aanzag voor een versteende bosjesman. Meteen het belang van de vondst inziend, meldde hij die bij manager van de groeve A.E. Spiers die de schedel opborg in zijn kluis. Young overtuigde hem van het exemplaar afstand te doen ten bate van Dart.
Met een hamer, een beitel en enkele gescherpte breinaalden van zijn vrouw is Dart drieëntwintig dagen bezig geweest om de breccie te verwijderen. De schedel was verbonden met de onderkaken en omvatte naast het gezicht een natuurlijk afgietsel van het brein. In 1925 was Dart ervan overtuigd dat hij de "ontbrekende schakel" tussen aap en mens had gevonden. Opmerkelijk is dat Dart tot die conclusie kwam zonder vergelijkingsmateriaal, veel literatuurstudie of contact met collegae. Hij zond al veertig dagen na ontvangst van het specimen, op 6 januari 1925, een artikel over zijn vondst naar het gerenommeerde tijdschrift Nature, getiteld The Ape-Man of South Africa, waarin hij het fossiel Australopithecus africanus - de zuidelijke aap van Afrika - noemde. De geslachtsnaam is een combinatie van het Latijn australis‚ "zuidelijk" en het Oudgrieks πίθηκος, pithèkos, "aap". De soortaanduiding betekent "afrikaans" in het Latijn. Indertijd kreeg Dart flinke kritiek dat hij een Latijns en Grieks woord samengevoegd had, wat gezien werd als een onbenullig barbarisme. Het artikel kwam op 30 januari 1925 bij Nature binnen en is ondanks staand beleid dat in het blad over een paleontologische vondst pas na vijf jaar mocht worden gepubliceerd al in het nummer van 7 februari afgedrukt. 
Deze schedel kreeg de bijnaam Taung-kind omdat het een jong overleden exemplaar betrof dat was gevonden in de kalksteengroeve van Taung. Het had nog het melkgebit. Dart kwam tot de conclusie dat het om de missing link ging op basis van de kleine hoektanden, de hersenstructuur en het feit dat het schedelgat zich ver voorwaarts bevond, een teken dat de aapmens rechtop liep. De claim was zeer spectaculair: alle andere fossiele mensachtigen tot dan toe beschreven waren duidelijk zelf ook mensen maar deze vorm leek midden tussen een mens en een chimpansee te staan.
De Taungschedel is het holotype van Australopithecus africanus, specimen Taung-1. De geologische leeftijd van dit exemplaar is omstreden maar wordt meestal aangegeven als tweeënhalf miljoen jaar, het vroege Pleistoceen. In de jaren twintig was men zich van de hoge absolute ouderdom in het geheel niet bewust. Daarentegen schatte men de relatieve ouderdom weer veel te hoog in. Dart dacht dat de vondst stamde van de Oligoceen-Mioceen-grens, wat hij ruwweg als één miljoen jaar aangaf. Anderen plaatsten het op de grens van Mioceen-Plioceen en dachten dat die zo'n 450 000 jaar geleden plaatshad. Sinds het toepassen van Kalium-Argondatering eind jaren vijftig is het duidelijk geworden dat het Mioceen zo'n drieëntwintig miljoen jaar geleden begon, het Plioceen ruim vijf miljoen jaar geleden.

### Kritiek

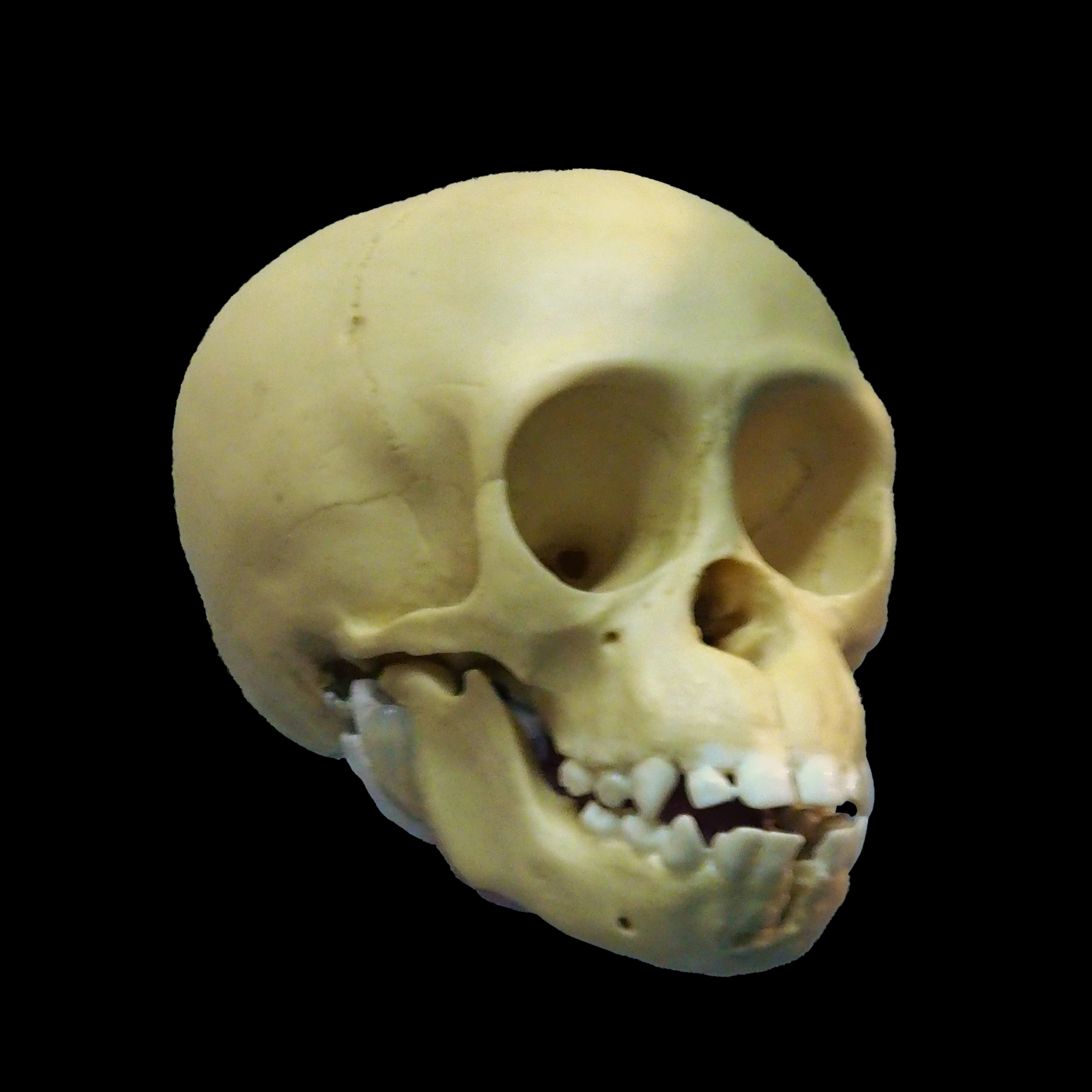
Volgens Keith was de schedel van een babychimpansee...

In eerste instantie werd Darts artikel enthousiast ontvangen. Zelfs generaal Jan Smuts, de premier van Zuid-Afrika, stuurde hem een felicitatie in diens hoedanigheid van voorzitter van de South African Association for the Advancement of Science. Maar niet iedereen was onder de indruk, met name de gevestigde wetenschappelijke orde in het Verenigd Koninkrijk wilde er niets van weten. 

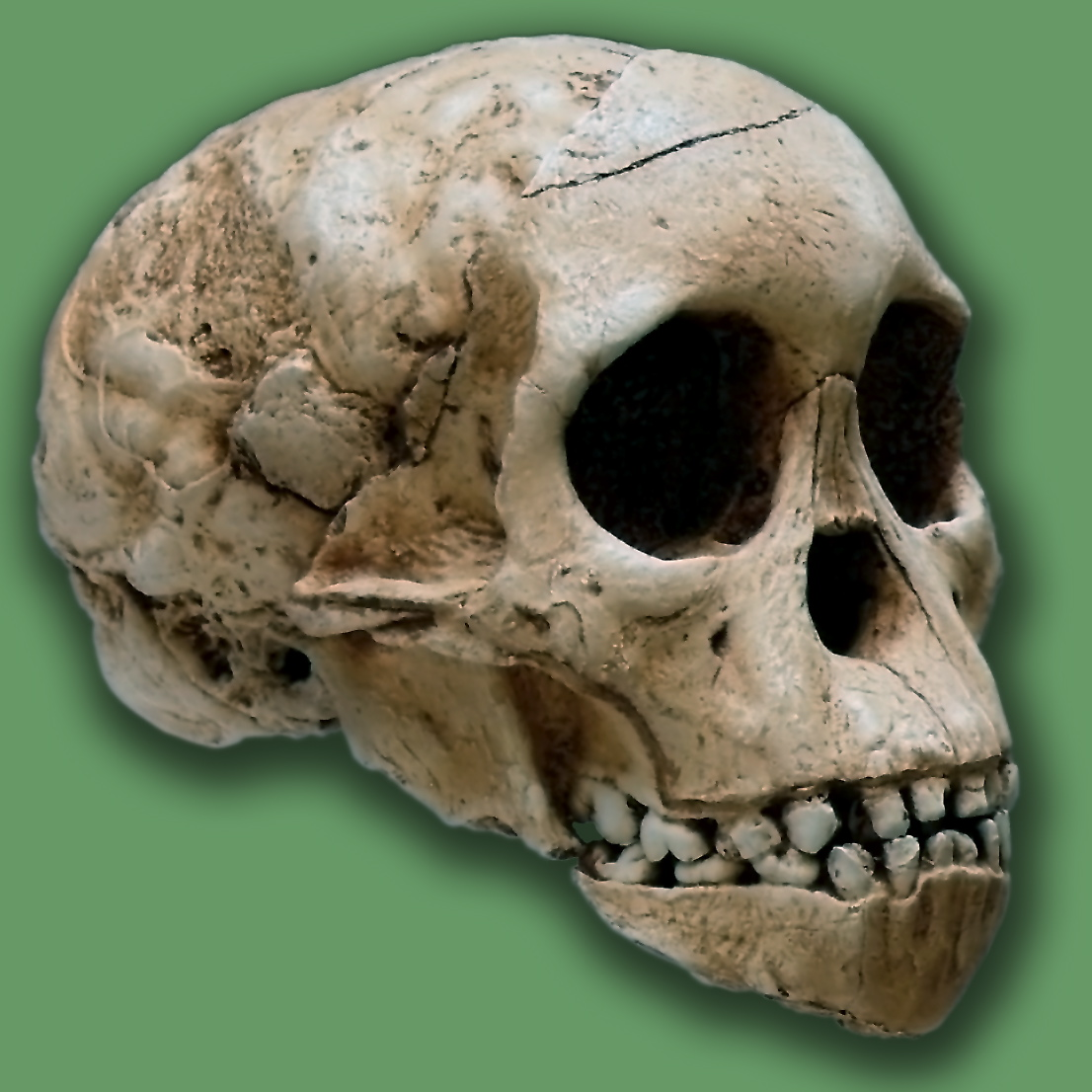
...niet zo verschillend van het Taungkind

Nature had geregeld dat al op 14 februari vier vooraanstaande Britse experts commentaar konden leveren op Darts artikel, hoewel ze het echte fossiel niet hadden kunnen onderzoeken. Pas in de zomer van 1925 kon in een vitrine een afgietsel worden bekeken op de British Empire Exhibition. Arthur Keith van het Royal College of Surgeons, hoewel de vroegere mentor van Dart, was een van de meest uitgesproken tegenstanders. Hij kon niet geloven dat het Taungkind de ontbrekende schakel was omdat het als een aap kleine hersenen had, al had het een menselijk gezicht, kaken en gebit. Dit was volgens hem de omgedraaide wereld. Keith was ervan overtuigd, mede onder invloed van de later een vervalsing gebleken Piltdown Man, dat grote hersenen zich al vrij vroeg in de evolutie van de mens hadden ontwikkeld. Keith, die het dier als een mensaap zag, en zijn volgelingen trokken ook Darts anatomische kennis en wetenschappelijke methodiek in twijfel. Hij zou te snel hebben gepubliceerd, de ouderdom en geologie van de vondst waren niet vastgelegd en uit een juveniel exemplaar zouden überhaupt niet zulke verstrekkende conclusies mogen worden getrokken omdat niemand wist hoe een volwassen exemplaar eruitzag. Daarbij was het voor de meeste evolutiebiologen vanzelfsprekend dat de mens zich in Europa of desnoods Azië had ontwikkeld, niet in een achtergebleven geïsoleerd gebied als Zuid-Afrika op het "donkere continent". Sommige onderzoekers wilden zelfs helemaal geen mensapen of apen in het algemeen als voorouder, een houding die William King Gregory, die positiever tegenover Dart stond, bespotte als een "pithecofobie".
De reacties in de publieke opinie waren ook niet mals. In de jaren twintig van de twintigste eeuw kwam het creationisme voor het eerst op als invloedrijke beweging en die zat niet te wachten op een schakel tussen mens en dier. Veel ingezonden brieven wensten hem een verblijf in de hel toe. Dart herstelde nooit helemaal van deze openbare vernedering. Hij zette het plan om een monografie over de schedel te publiceren van zich af nadat Keith in 1930 een uitgebreide weerlegging van zijn ideeën gepubliceerd had. Pas in 1931 nam hij het specimen mee naar een congres in Engeland en toen was er weinig belangstelling voor omdat de Pekingmens alle aandacht trok. Hij gaf het werken met fossielen tijdelijk op en kreeg een zenuwinzinking. Zijn geliefde kind liet hij in een doos op het bureau van een collega achter, verlaten en vergeten. Dart deed voorlopig geen moeite om meer fossielen van de soort te vinden.

### Rehabilitatie: de vondsten bij Sterkfontein

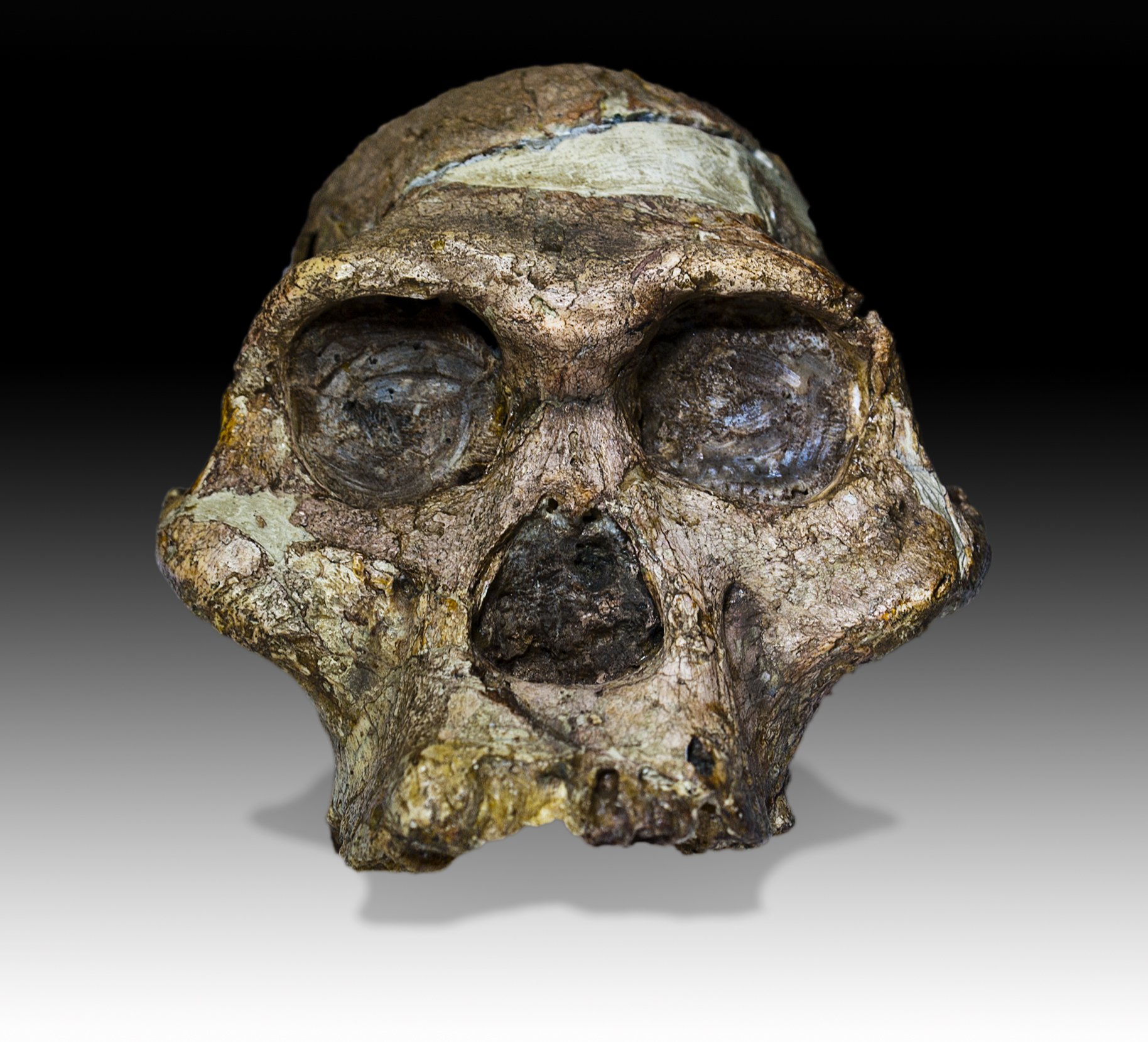
Het authentieke fossiel van Mrs. Ples

Gelukkig voor Dart en het Taungkind geloofde iemand in hen beiden: de paleontoloog Robert Broom (1866–1951). Toen Broom van de vondst hoorde reisde hij meteen naar Wits Medical School, kwam onaangekondigd het laboratoriumlokaal binnen en ging op de knieën "ter aanbidding van onze voorouder". Hij kreeg toestemming rond 21 februari de schedel van het kind enige dagen te bestuderen, waarna hij op 19 april 1925 een artikel in Nature publiceerde met de strekking dat er geen twijfel kon bestaan dat de "schakel tussen de hoogste mensapen en de laagste mensentypen" ontdekt was. Broom had een enorme reeks publicaties op zijn naam staan en talloze basale Synapsida ontdekt, maar ook de reputatie opgebouwd van een berooide rokkenjager, die zijn magere inkomen aanvulde met het verkopen van fossielen die hij uit andermans collecties ontvreemd had. Zijn invloed was gering.
In juli 1936 maakten Trevor R. Jones en G. Schepers, studenten van Dart, Broom attent op de rijke vindplaats van het grottenstelsel van Sterkfontein. Naast de door toeristen te bezichtigen grotten, werd er ook een enorme kalksteengroeve geëxploiteerd. Op 9 augustus 1936 vroeg Broom aan steenwerker G.W. Barlow of die fossielen als in Taung kon vinden. Op 17 augustus overhandigde die hem specimen Sts 60 (TM 1511), een schedel met natuurlijk afgietsel van de hersenpan die vrijgekomen was bij een explosie. Broom benoemde het in 1936 echter als een aparte soort Australopithecus transvaalensis en in 1938 zelfs als het aparte geslacht Plesianthropus, de "bijna mens". Op 8 juni 1938 meldde Barlow ook een schedel van een echt aparte vorm: Paranthropus, bij Kromdraai gevonden door de vijftienjarige schooljongen Gert Terreblanche.

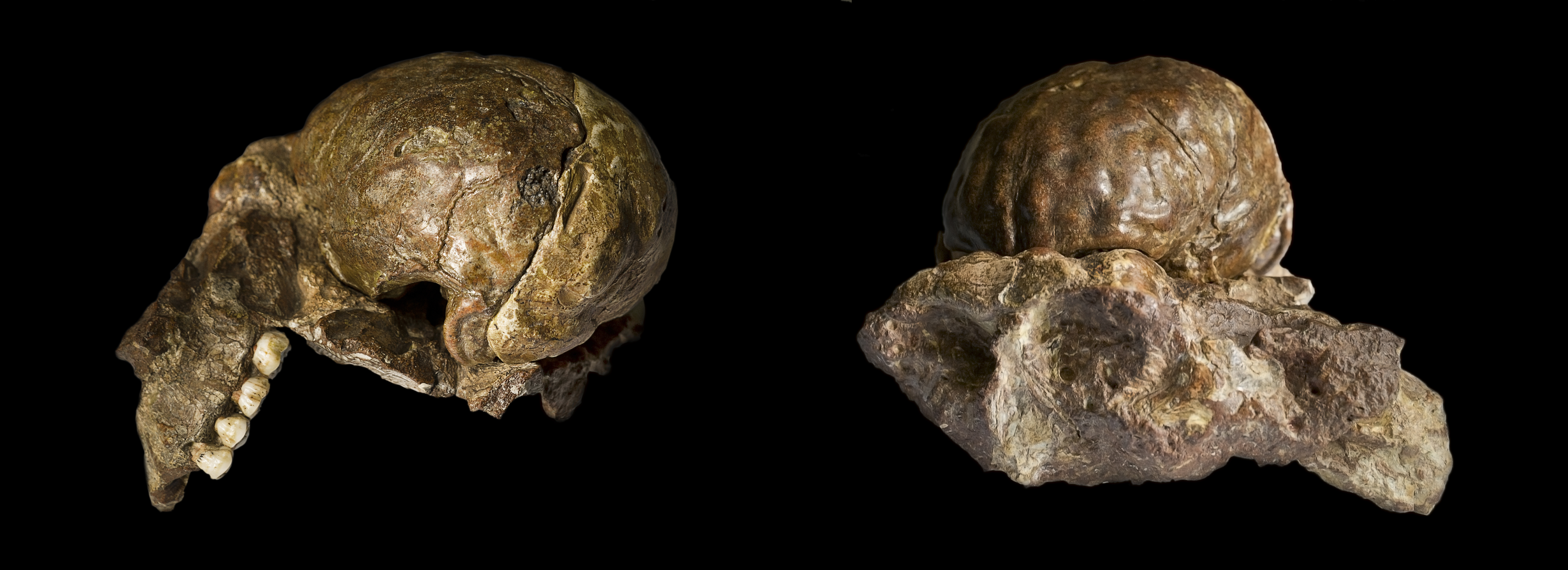
Sts 60

Zelfs nu verwierpen de meeste Engelse onderzoekers de speciale status van deze vondsten maar in 1938 en 1939 werd die aanvaard door de invloedrijke Amerikaanse onderzoekers William King Gregory en Milo Hellman. Op 31 januari 1946 publiceerde Broom een uitgebreide verhandeling waarin hij australopitheken als tweevoetige mensachtigen opvoerde, dicht bij de voorouder van de moderne mens staande. Aan de invloed van het boek in Engeland werd echter afbreuk gedaan door de samenwerking met Gerrit Willem Hendrik Schepers die meende uit de afgietsels van de hersenen allerlei gedragskenmerken te kunnen afleiden en de nogal afwijkende opinie voorstond dat de mens niet van mensapen afstamt maar via een aparte afstammingslijn het spookdiertje als voorouder heeft.
In 1947 nodigde Broom de vooraanstaande onderzoeker Wilfrid Le Gros Clark uit om in Zuid-Afrika als eerste Engelse geleerde de fossielen persoonlijk te inspecteren. Clark raakte al snel overtuigd en bij terugkeer wist hij ook de meeste andere Britse antropologen tot zijn standpunt over te halen. Zelfs Keith gaf zich gewonnen en erkende in 1948 dat australopitheken de directe voorouders van de mens waren, zij het dan dat ze naar zijn mening geen recht hadden op een hogere status dan mensaap. Hij duidde ze aan met de speciale naam Dartians.

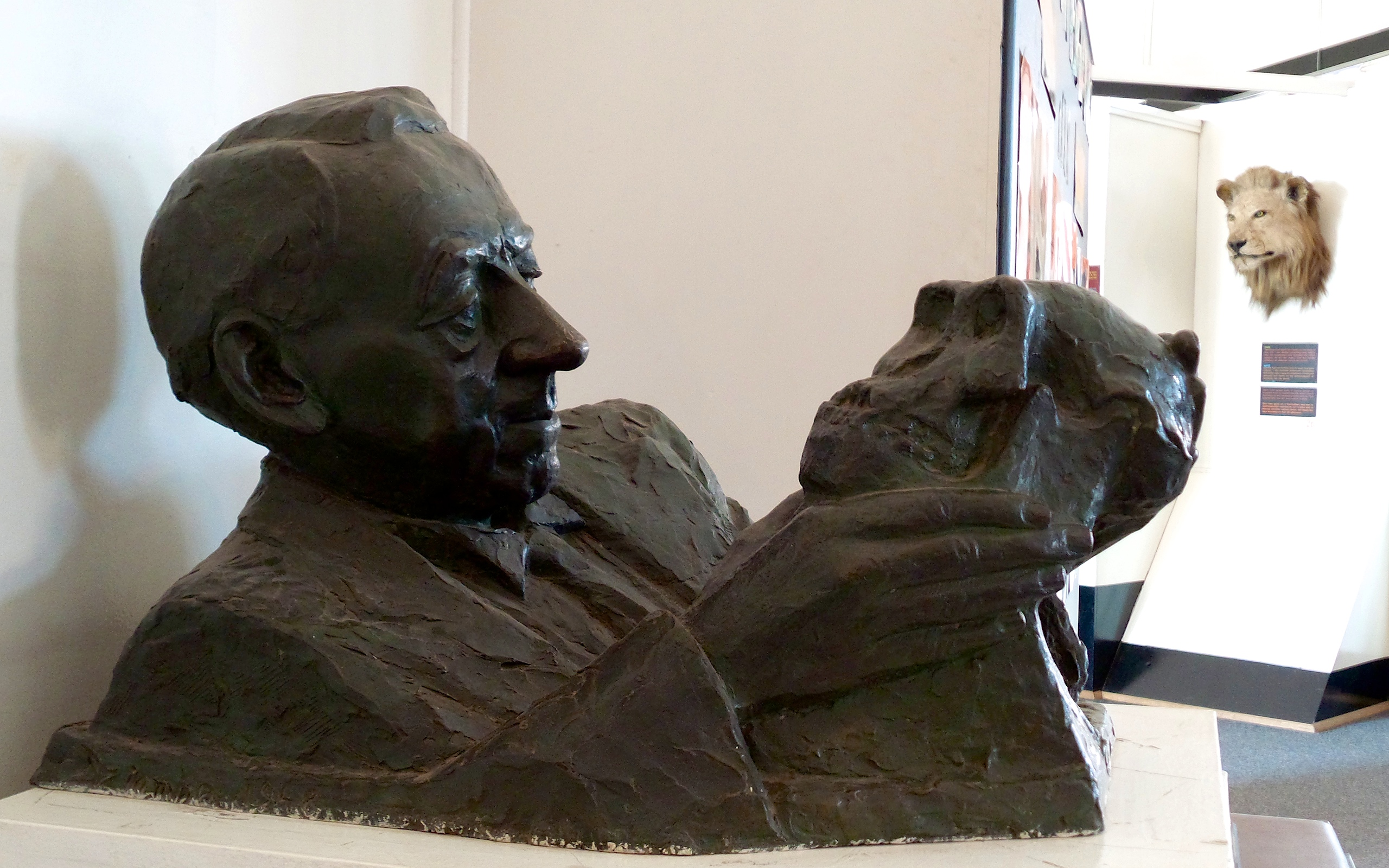
Broom met Mrs Ples

Brooms standpunten werden kracht bijgezet door nieuwe vondsten bij Sterkfontein, door zijn assistent John Talbot Robinson. Op 18 april 1947 vond men specimen Sts 5, bijgenaamd Mrs Ples — waarbij "Ples" staat voor Plesianthropus, nog steeds een van de meest complete schedels die van de soort bekend zijn. Volgens Broom was het een vrouw van middelbare leeftijd. Op 24 juni 1947 vond men specimen Sts7, een paar onderkaken met een rechteropperarmbeen en een rechterschouderblad. Het bewaarde dus voor het eerst ook delen van de postcrania, de botten "achter" de schedel. Het is echter onduidelijk of de mandibula daar wel echt bij hoorde. Op 1 augustus 1947 bracht een explosie specimen Sts14 aan het licht, met veel meer delen van de postcrania. Daaronder bevonden zich zes lendenwervels, een zeer menselijk trekje daar sommige individuen van Homo sapiens er ook zes hebben en basale mensapen er altijd vijf of minder. Verder omvatte het specimen negen andere wervels, de bovenkant van een bekken dat door de brede lage vorm onweerlegbaar aantoonde dat het om een tweevoeter ging en daarnaast het bovenste uiteinde van een linkerdijbeen. Hetzelfde jaar werd specimen Sts71 geborgen, een robuuste schedel van een man. In 1949 ontdekte Robinson schedel Sts52. Daarnaast vond men vierenveertig losse postcraniale botten. Begin eenentwintigste eeuw zou Mrs Ples nog het onderwerp worden van een grote controverse toen John Francis Thackeray in 2002 stelde dat de schedel samen met Sts14 één skelet vormde. Dat zou dan, afgezien van mogelijkerwijs Sts7, het enige geval zijn waarin bij A. africanus zowel schedelmateriaal als postcrania van één individu bekend waren. Sts14 is echter een jongeman en dat zou van "Mrs Ples" een "jongeheer Ples" maken. Later onderzoek bevestigde echter Brooms interpretatie dat de schedel van een volwassen exemplaar was, vermoedelijk zelfs van een gevorderde leeftijd als oudste bekende individuele mensachtige en een vrouw. Beide specimina hebben dus geen direct verband.

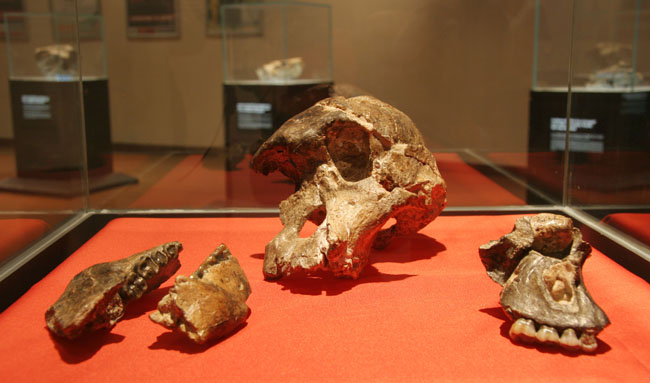
StW505 (midden)

Na 1948 viel het onderzoek een tijdlang vrijwel stil doordat de dat jaar aan de macht gekomen Nasionale Party, die een uitgesproken creationisme aanhing, geen evolutiebiologen wilde financieren en zelfs het onderwijzen van de evolutietheorie verbood. Onderzoekers buiten Zuid-Afrika boycotten het land in toenemende mate en Kenia werd het nieuwe centrum van onderzoek naar vroege mensachtigen. In november 1966 kwamen de opgravingen in Sterkfontein weer langzaam op gang, onder leiding van Phillip Tobias. In de jaren tachtig raakten ze in een stroomversnelling toen de Swallow Hole werd uitgegraven, een schacht met een diameter van acht meter en een diepte van tien meter. Naast honderden tanden, werden van A. africanus eerst voornamelijk losse postcraniale botten gevonden, in totaal zo'n 150 tot 2009. Dat veranderde op 9 februari 1987 toen het postcraniaal skelet Stw 431 ontdekt werd. In 1989 werd door Alun R. Hughes specimen StW 505 gevonden, een mannelijke schedel, de grootste die van Sterkfontein bekend is. Het minimumaantal individuen werd in 2000 geschat op zo'n 120. Naast mensachtigen leverden de lagen van Sterkfontein enkele honderdduizenden fossielen van andere dieren op. Tegen de eenentwintigste eeuw werd er veel aandacht besteed aan vondsten in een aanliggend complex, de Terror Chamber of Jakovec Cave. Hier werd schedel Stw 578 gevonden, evenals zes andere schedels en vijf postcraniale skeletten die samen minstens zes individuen vertegenwoordigen, drie volwassenen en drie kinderen. Daaronder bevinden zich de specimina Stw 598, de bovenkant van een dijbeen; Stw 602, de onderkant van het opperarmbeen; Stw 606, een sleutelbeen; Stw 605, een eerste vingerkootje; Stw 620, een middelste vingerkootje; en Stw 673, de kop van een middenhandsbeentje. Een oostelijke zijgrot hiervan wordt wel de Thulasizwe Chamber genoemd.
Problematisch is de vondst sinds de jaren tachtig van schedels uit Sterkfontein die nogal van het type van A. africanus afwijken. Het betreft vooral de specimina StW 183, een jong dier, en StW 255 die opvallend robuust zijn. Daarnaast is er een schedel gevonden, specimen Sts 19, die zo afgeleid is dat geopperd is dat hij van een vroege Homo afkomstig is. Hier is tegen ingebracht dat het slechts de grote individuele variabiliteit van A. africanus laat zien en zijn voorouderschap van Homo habilis.
De lagen bij Sterkfontein, van de Sterkfonteinformatie. zijn complex en er worden verschillende niveaus in onderscheiden die weer verschillen in leeftijd. In 2013 werden die lagen met fossielen van A. africanus geschat op een ouderdom tussen de 2,6 en 2,0 miljoen jaar. Volgens sommige geleerden echter zijn de onderste lagen met mensachtige fossielen veel ouder, wel 3,7 miljoen jaar. De meeste fossielen van A. africanus komen uit de afzetting genaamd Member 4. Mrs Ples is wellicht het jongste bekende specimen, twee miljoen jaar oud, maar de datering is onzeker omdat de vondstgegevens in de jaren dertig en veertig zeer slecht gedocumenteerd werden. Berger begon pas eind jaren negentig met een moderne documentatie.

### Australopithecus prometheus?

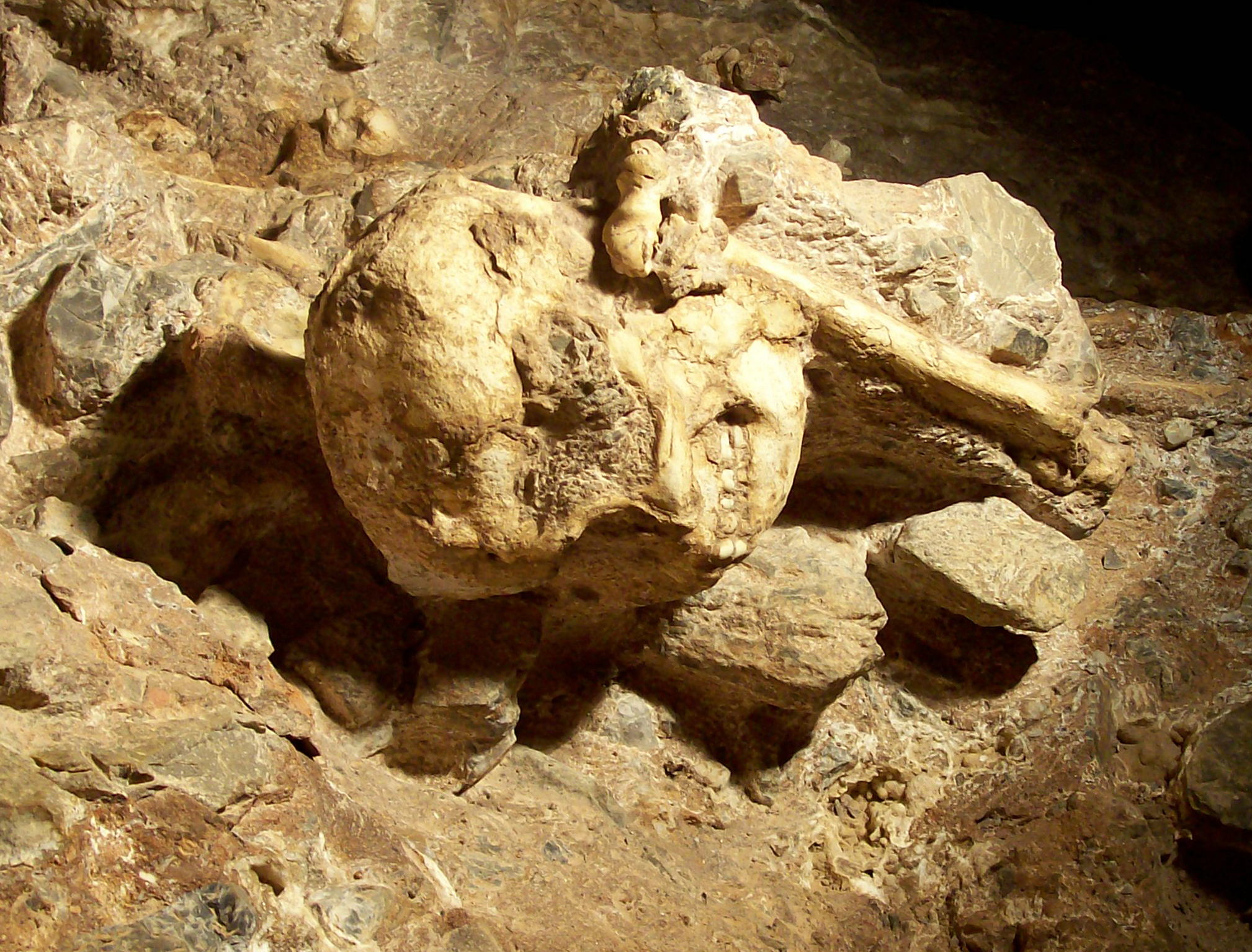
StW 573

Dart zou nog op een andere wijze betrokken raken bij Australopithecus africanus. Al in 1925 had onderwijzer Wilfred Eitzman fossielen naar Dart gezonden die opgegraven waren bij de steengroeve van Makapansgat. Dart verwaarloosde die maar in 1945 vond James Kitching meer fragmenten. Dart liet nu Kitching en Alun R. Hughes de puinhopen van de ondertussen verlaten groeve zeven waarbij stukken bot van een achttal individuen van mensachtigen ontdekt werden, waaronder delen van het bekken: twee darmbeenderen. De expeditie werd gefinancierd door Bernard Price, eigenaar van een elektriciteitsmaatschappij. Dart meende uit de fossielen van antilopen te kunnen opmaken dat ze gebraden waren in een kampvuur. Puur op grond hiervan stelde hij dat de resten van de mensachtigen een aparte soortnaam verdienden: Australopithecus prometheus, in 1948 door hem benoemd. De soortaanduiding verwijst naar de titaan Prometheus, die het vuur stal bij de goden.

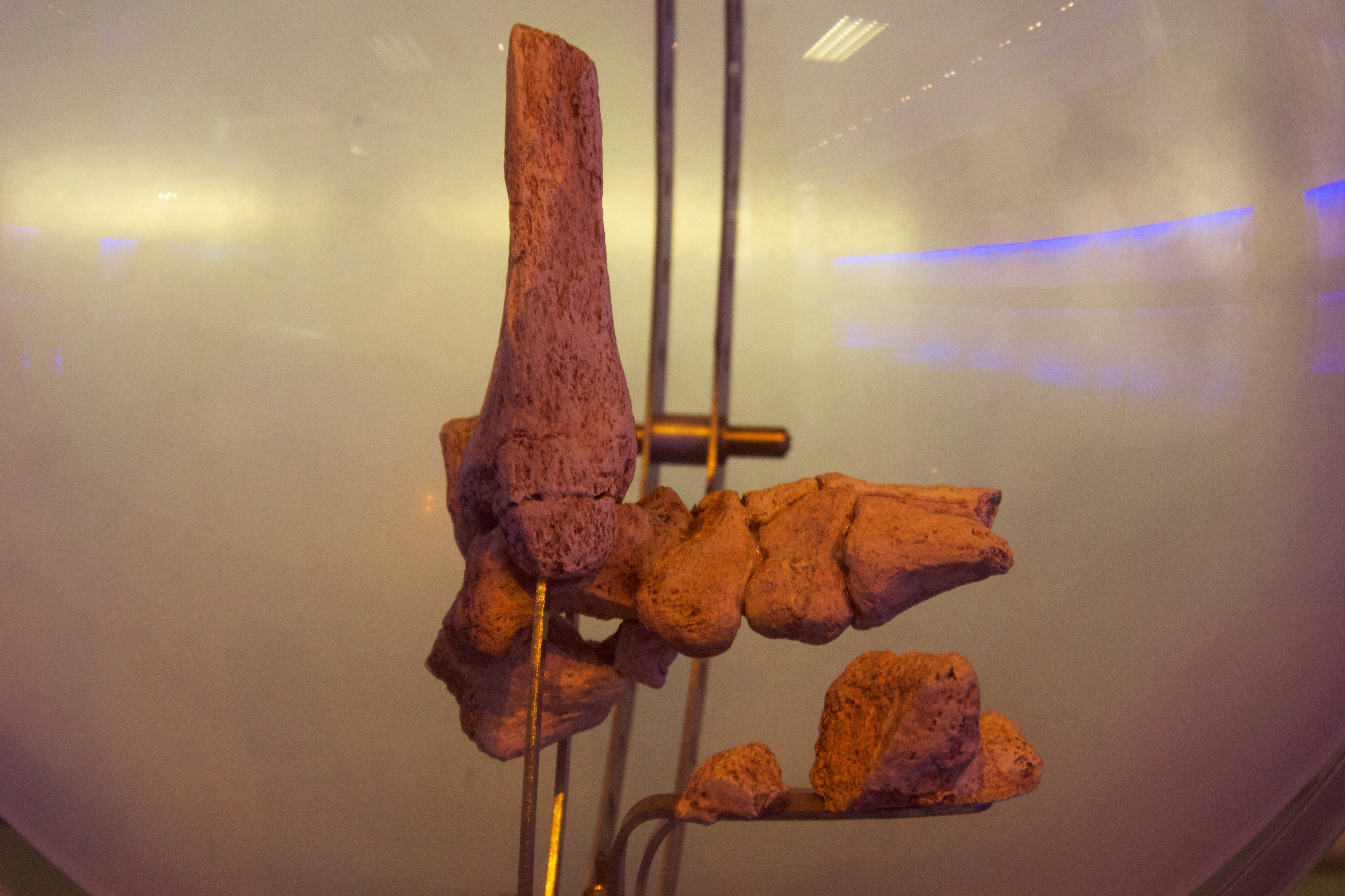
Little Foot

Een soort onderscheiden alleen maar wegens een vermeend gedragskenmerk is geen normale praktijk in de taxonomie. Men wordt geacht afwijkende anatomische kenmerken aan te kunnen geven. Toen Robinson de vondsten daarop onderzocht kwam hij in 1954 tot de conclusie dat ze niet significant verschilden van Australopithecus africanus en dat A. prometheus daar een jonger synoniem van was. De taxa waren dus identiek. Dart zelf gaf dat al snel toe. Bij Makapansgat werden daarna aanvullende fossielen gevonden die toegewezen werden aan A. africanus. Wellicht behoren ze tot de oudste vondsten die van A. africanus bekend zijn. Sommige schattingen geven een ouderdom aan van 3,4 miljoen jaar. In 2013 werden ze geschat op 3,0 tot 2,6 miljoen jaar.
In 2018 compliceerde Ronald John Clarke de situatie echter aanzienlijk door specimen StW 573, een eerst aan A. africanus toegewezen specimen gevonden bij Sterkfontein, bestaande uit de beroemde Little Foot, in 1978 gevonden in de Silberberg Grotto en in 1994 herkend, en een in juni 1997 gevonden verder postcraniaal skelet en schedel, aan A. prometheus toe te wijzen. Dat was volgens Clarke een oudere soort — StW 573 dateerde hij op 3,67 miljoen jaar, hoewel dat zeer omstreden zou blijven — die robuuster en basaler was dan A. africanus. Het specimen kwam uit Member 2. Problematisch was dat hij meer lichtgebouwde exemplaren uit dezelfde lagen aan A. africanus bleef toewijzen zodat beide soorten naast elkaar moeten hebben geleefd. Eerdere onderzoekers meenden dat het om mannen en vrouwen ging. Eenzelfde samenleven van twee soorten had hij al menen te zien bij Makapansgat en vandaar dat hij in 1994 de oude naam deed herleven. Reeds in 1970 had Emilio Aguirre gesteld dat er een robuustere vorm in Makapansgat aanwezig geweest was die hij vergeleek met Paranthropus.

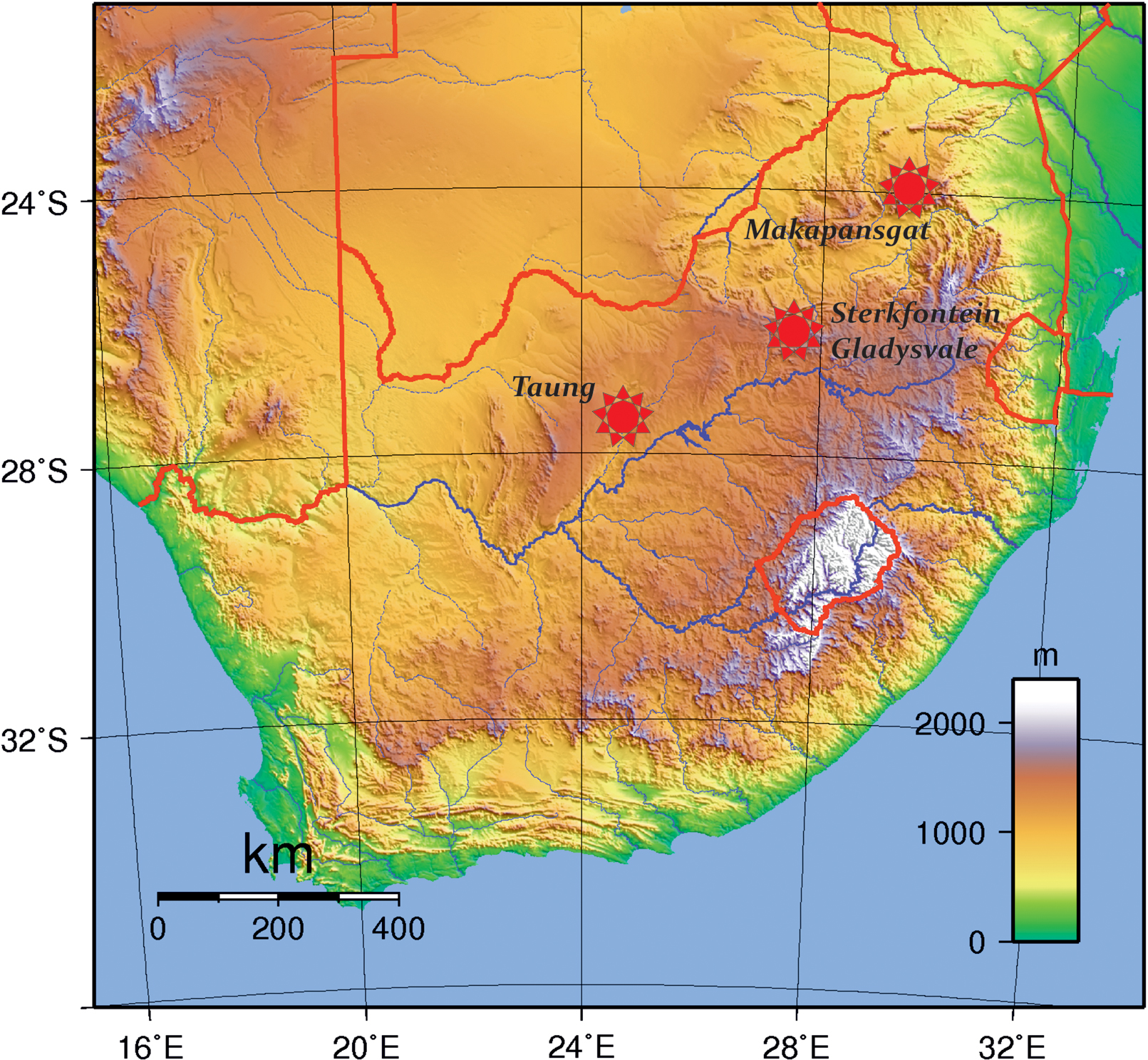
De vindplaatsen

Lee Berger en John Hawks wezen er echter al snel op dat het feit dat Dart voor het holotype van A. prometheus, specimen MLD 1, een stuk achterhoofd, geen onderscheidende kenmerken aangaf, impliceert dat de naam een ongeldige nomen nudum is. Dat laat overigens de vraag onverlet of StW 573, een van de meest complete gevonden skeletten van australopitheken, een nieuw taxon vertegenwoordigt. Clarke wierp hierna tegen dat Dart wel degelijk een diagnose gegeven had en dat de juistheid daarvan niet bepalend was voor de geldigheid van de naam. Berger en Hawks riposteerden dat de diagnose niet bedoeld was geweest om te onderscheiden. In 2019 concludeerden studies dat de hersenstructuur en de evenwichtsorganen van Stw 573 niet significant afweken van exemplaren die aan A. africanus zijn toegewezen.

### Gladysvale Cave
In 1991 werden bij Gladysvale in een grot, onder leiding van Berger door Michelle Erasmus tanden van mensachtigen gevonden die aan A. africanus werden toegewezen. Opvolgende onderzoeken brachten nog meer fossiel materiaal van de soort aan het licht. Het was de eerste belangrijke vindplaats die in Zuid-Afrika ontdekt werd sinds 1948. De ouderdom van de vindplaats is gedateerd op 2,4 tot 1,9 miljoen jaar. Een andere kleinere vindplaats is Bolts Farm die ook tanden en fragmenten heeft opgeleverd. Buiten Zuid-Afrika zijn geen zekere vondsten van A. africanus gedaan.

## Beschrijving

### Grootte
De gevonden fossielen wijzen op een volwassen lichaamslengte tussen de 110 en 140 centimeter. De lichtste exemplaren kunnen zo weinig hebben gewogen als vijftien kilogram. Moderne schattingen van het maximale lichaamsgewicht variëren meestal tussen de 34 en 45,5 kilogram. Het gemiddelde gewicht van volwassen exemplaren is geschat op 30,5 kilogram. Hierbij wordt een verband gelegd tussen de ledematen en het gewicht. De ledematen zijn echter slecht bekend. Verbanden tussen de oogkassen en het gewicht wijzen op lagere waarden, tussen de tweeëntwintig en negenentwintig kilogram met een gemiddelde van vijfentwintig kilogram. De variabiliteit is vrij groot en kan wijzen op seksuele dimorfie, verschillen tussen vrouwen en mannen, van zo'n 50% in gewicht, vergeleken met 15% bij de moderne mens.
De hersengrootte ligt bij volwassen exemplaren meestal ongeveer tussen de 430 en 500 kubieke centimeter. De gemeten minimale waarde is 385 cc, de maximale 571 cc. Het gemiddelde van de tot dan toe gevonden exemplaren werd in 2012 berekend op 459 cc, in 2018 op 455 kubieke centimeter. Dart, die geneigd was de meer menselijke kenmerken te overdrijven, had dit eerst geschat op 520 cc en later op 650 cc. De grootste schedel StW 505 heeft een inhoud van minstens 515 cc en werd oorspronkelijk zelfs geschat op 620 cc. De grootte ligt in het bereik van moderne basale mensapen maar is toch een derde hoger dan bij een chimpansee van dezelfde grootte. Het is ook niet duidelijk lager dan de inhoud bij de vroege Homo. Ten opzichte van de totale schedelmassa is de hersenpan duidelijk — en ook zichtbaar — groter dan bij een chimpansee.

### Skelet

#### Schedel

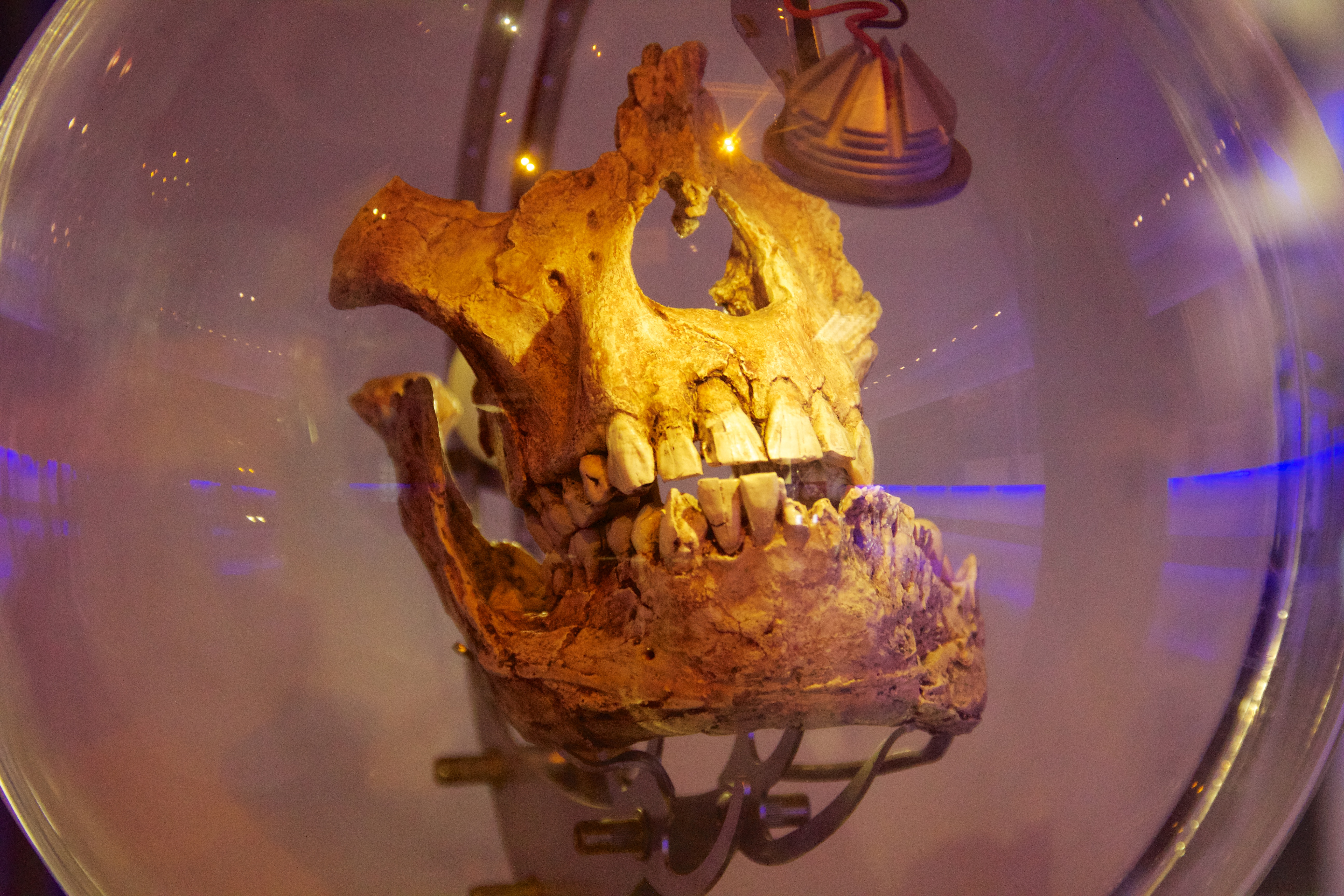
Schedel Sts52 toont duidelijk het jugum van de bovenste hoektand

De welving van de hersenpan en het ontbreken van een lengtekam op het schedeldak, die alleen bij specimen Stw 505 is aangetroffen, doen erg menselijk aan. De hersenpan is echter niet overdwars verbreed. Het wandbeen maakt maar een kleine hoek met het vlak van het tepelbeen. Het kaakgewricht ligt wat meer naar binnen toe vergeleken met oudere soorten. Het slaapbeen is achteraan matig groot. De horizontale richels op het slaapbeen naderen elkaar naar voren slechts matig sterk. Daardoor is de richelvormige structuur achter de oogkassen, de costa supraorbitalis, slechts weinig scherp. Een driehoekige inzinking achter de oogkassen, de "frontal trigon", ontbreekt. Het schedeldak is anders dan bij Homo wel vrij sterk ingesnoerd achter de oogkassen, maar minder dan bij robuuste australopitheken. De wenkbrauwwal boven de ogen is matig ontwikkeld en vrij dun, steekt niet naar voren uit en mist een diepe trog erachter. In dit opzicht is A. africanus dus minder "aapachtig" dan de vroege Homo. De oogkassen hebben een vierkant profiel. De buitenrand van de oogkas is naar voren geplooid in plaats van geleidelijk naar buiten te buigen zoals bij Homo. Het gezicht is smaller dan bij Homo, met uitzondering van de jukbeenderen die juist veel meer uitsteken. Het gezicht is echter niet ingesprongen ten opzichte van de lijn tussen de jukbeenderen. De tandkassen van de voortanden liggen voor de lijn tussen de bovenste hoektanden. De oriëntatie van de voorste buitenhoek van de jukbeenderen varieert tussen de verschillende exemplaren. De kam tussen het jukbeen en de bovenkaak is soms gewelfd. De voorste basis van het jukbeen ligt boven de grens tussen de vierde premolaar en de eerste kies. 

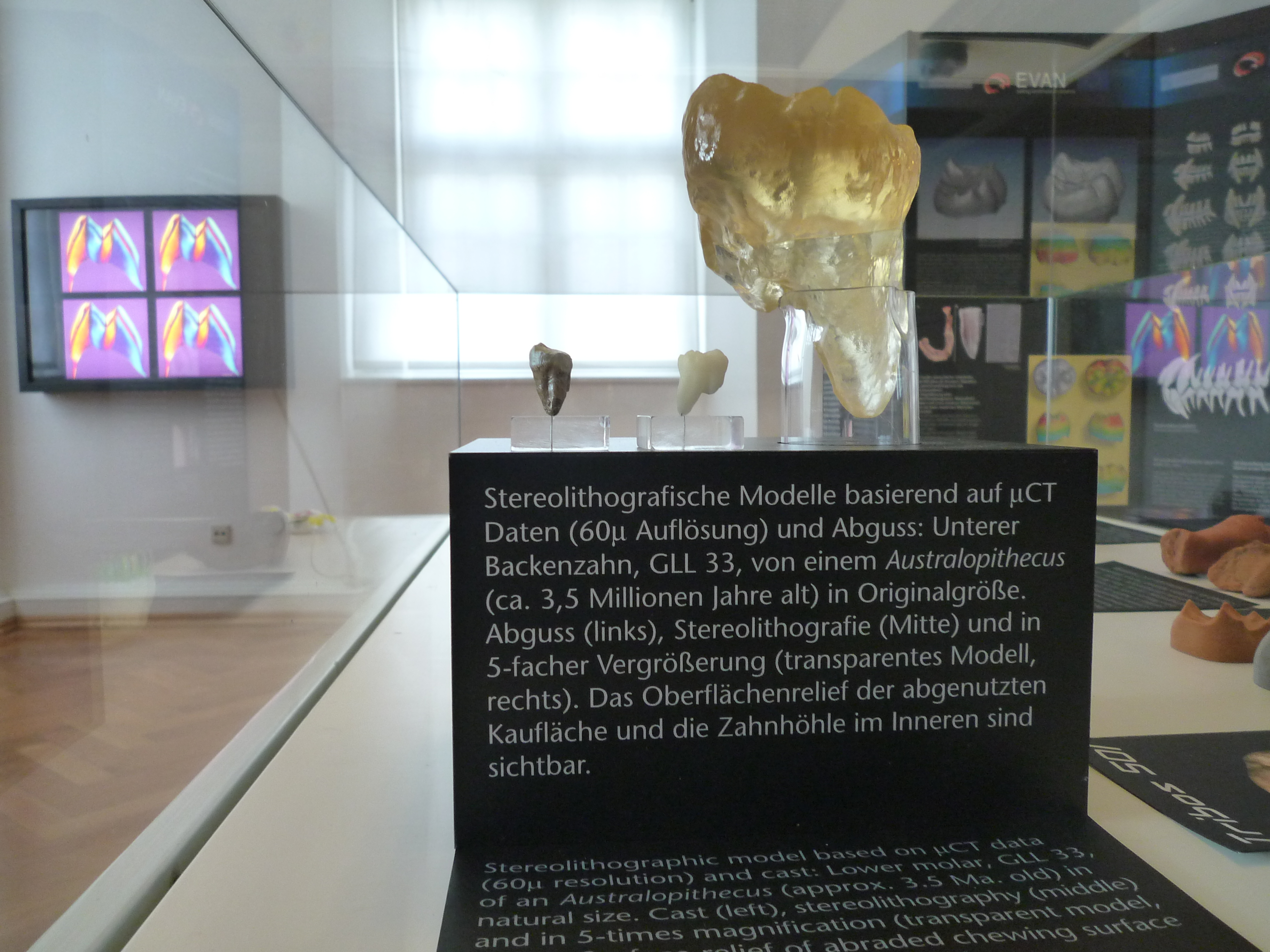
Een model van een onderste kies

De neusbeenderen zijn relatief hoog en smal. Bij sommige exemplaren zet het profiel van de onderrand van het neusgat zich continu voort in de bodem van de neusholte, bij andere is er een richelvormige overgang. De buitenste onderrand van de neusopening is soms stomp. De zone onder de neusopening, de clivus nasoalveolaris, is plat. De wortel van de bovenste tweede voortand ligt binnen de lijn van de buitenrand van de neusopening. De bovenkaken zijn vergeleken met basale mensapen minder prognaat, naar voren stekend. Soms hellen de voortanden ook naar voren. Vergeleken met de moderne mens ligt echter een groter deel van het verhemelte vóór de hersenpan. De diepte van het voorste verhemelte varieert tussen de verschillende exemplaren. Het is vooraan verticaal dun. Het ploegschaarbeen heeft een kleine afstand tot het voorste punt van het neustussenschot. De beenstijlen, ofwel juga, naar de hoektanden zijn vaak wel apart verdikt, anders dan bij Homo. Ernaast lopen verticale groeven. Verder zijn er geen andere opvallende verticale beenstijlen aanwezig. 
De tanden zijn in absolute zin kleiner dan bij A. afarensis maar groter dan bij de vroege Homo. De tandrijen lopen achteraan iets uiteen. Het profiel van de tandrijen in onderaanzicht varieert: soms is het tamelijk rechthoekig maar er zijn ook exemplaren met een meer parabolische vorm. Het profiel van de tandrijen is vooraan meestal spitser dan bij de vroege Homo en in de minder uitstekende hoeken zijn de hoektanden gereduceerd, evenals de voortanden. De kiezen zijn daarentegen relatief groter dan bij Homo en zelfs "hypermenselijk" door een dik tandglazuur: dikker dan bij Homo sapiens en veel dikker dan bij een chimpansee, zij het een stuk minder dan bij robuuste australopitheken. Dat betekent ook dat de voortanden relatief smal zijn. De hoektanden zijn echter relatief groot ten opzichte van de kiezen. Er is geen diasteem, hiaat, tussen de tweede bovenste voortand en de bovenste hoektand. De bovenste hoektand is asymmetrisch aan de tongzijde. De premolaren zijn relatief groter dan bij Australopithecus afarensis en lijken meer op echte kiezen maar niet zo sterk als bij robuuste vormen. Ze hebben hun hoofdgroeve aan de mesiale kant, die naar de voorgaande tand gericht is. De bovenste derde premolaar heeft een meer ovaal profiel en is meestal niet aan de voorste buitenhoek verbreed. Van de bovenste kiezen is de derde het grootst.

#### Onderkaken

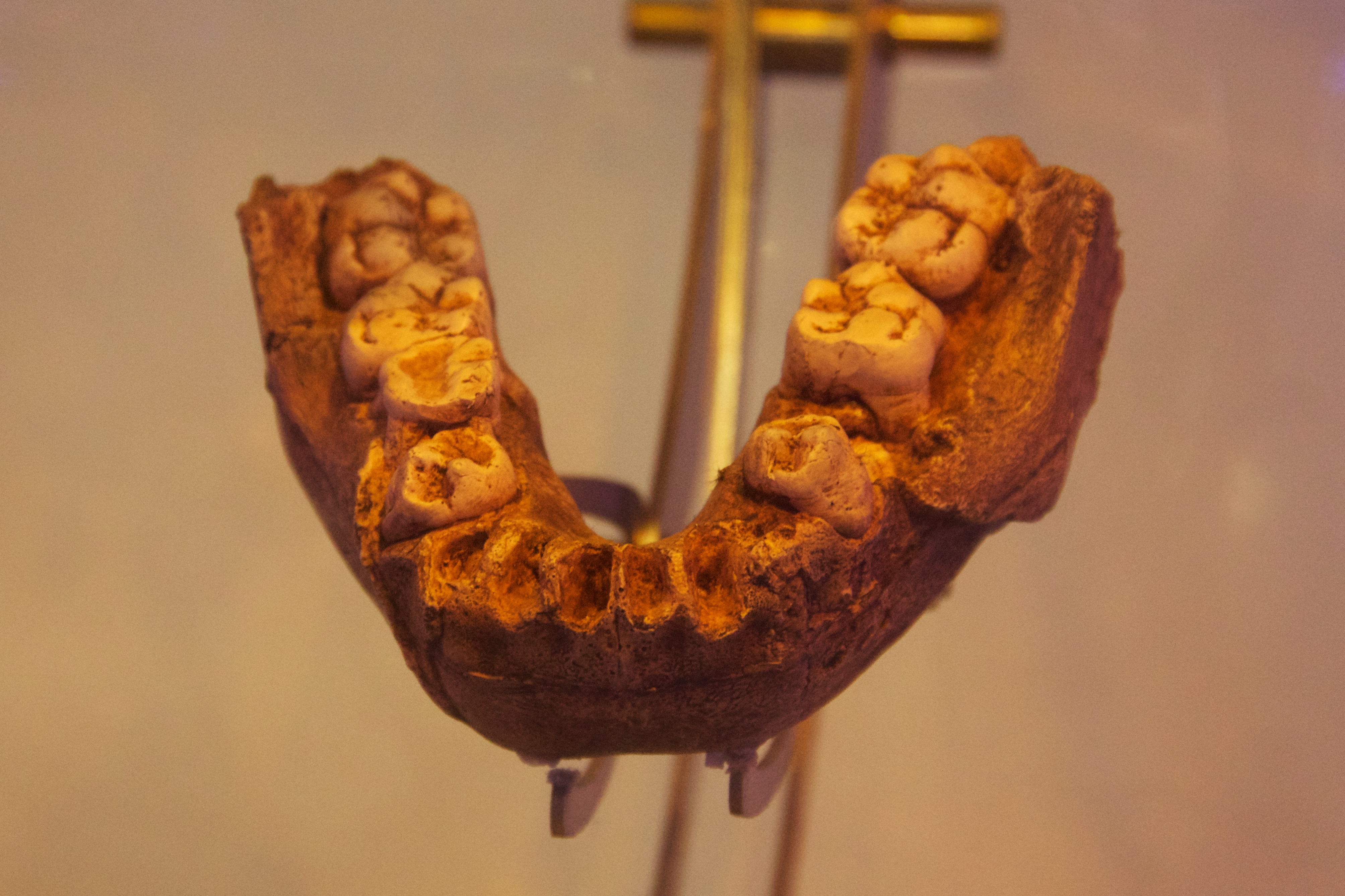
MLD 2

De onderkaak is robuust. De onderkaken hebben een wijkende kin. Hun voorzijde is echter intern, richting mondholte versterkt door een kleine driehoek van beenrichels, en gecombineerd met een slechts zwakke inkeping tussen beide onderkaken is er toch een aparte kinstructuur aanwezig, een mentum osseum. De onderkaak mist een diasteem, hiaat in de tandrij waar de bovenste hoektand in past. Dat heeft Australopithecus afarensis vaak nog wel. Bij de meeste exemplaren zijn in de onderkaak de voortanden en hoektanden afgesleten tot het niveau van de kiezen. De kiezen zijn zelf niet plat gesleten maar tonen nog het patroon van knobbels. Van de onderste kiezen is de tweede het grootst.

#### Postcrania
Bij StW 573 is de atlas beter in staat op en neer te bewegen dan bij de moderne mens, wat een aanpassing zou kunnen zijn aan het klimmen. De bovenste opening van de borstkas is bij dit exemplaar tamelijk klein, wat wijst op een basale tonvorm van de torso. Daarbij zou de bewegingsvrijheid van de schoudergordel erg groot zijn. Dit is een zeer vroeg exemplaar; latere specimina kunnen meer afgeleid van vorm zijn. Zo lijkt de atlas van StW 679 meer op die van een moderne mens. Bij bepaalde exemplaren zijn de bovenste ribben nabij de wervels wel minder gebogen dan bij Homo sapiens zodat de borstkas minder breed is maar dat effect is niet sterk. Anders dan bij moderne basale mensapen overspannen de ribben de bovenliggende wervels niet zodat iedere wervel één rib heeft. Bij specimen Sts 14l is het ruggenmergkanaal smal. Er zijn aanwijzingen dat sommige exemplaren zes lendenwervels bezitten, een meer dan verwacht kan worden, net als sommige moderne mensen.

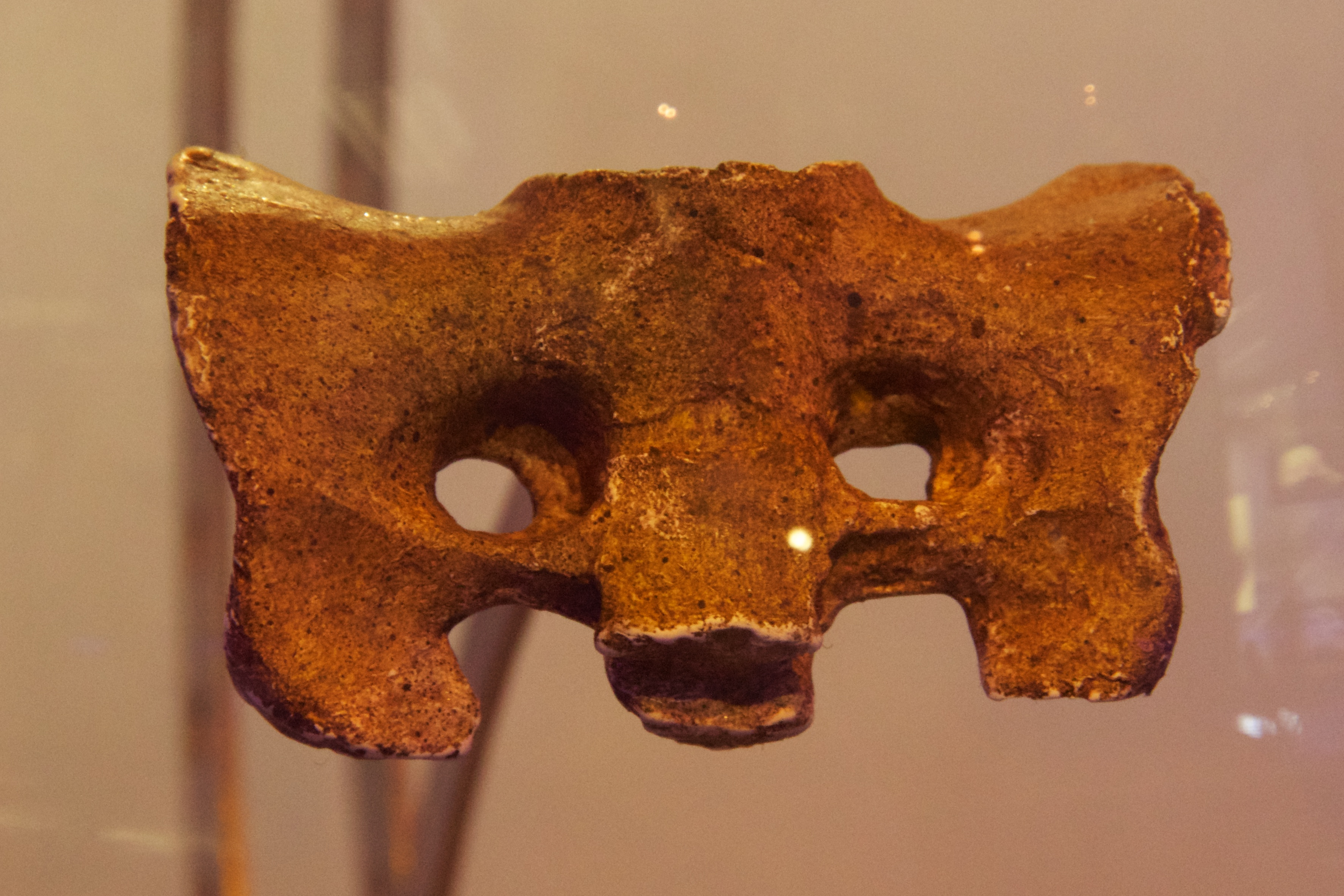
StS 14

Bij StS 14, een heiligbeen met verbonden darmbeenderen, is er sprake van een lordose, kromming van voor naar achter, die sterker is dan bij sommige andere gevonden sacra. Dat kan een teken zijn dat het om een vrouw gaat; de kromme rug maakt het eenvoudiger een zwangerschap te dragen. Bij dit specimen is de hoek tussen bekken en wervelkolom wellicht erg hoog, de waarden bij chimpansees benaderend, wat gezien is als een teken dat A. africanus meer gebogen liep. Dit is echter zeer omstreden omdat zo'n houding weinig zin heeft voor een dier dat op andere gronden vrijwel zeker als tweevoetig moet worden beschouwd.
De armen zijn relatief korter dan bij basale mensapen — korter dan de benen — maar relatief langer dan bij de moderne mens. Ze zijn ook relatief langer dan bij A. afarensis. Hetzelfde geldt voor de verhouding tussen onderarm en bovenarm: de onderarm is relatief korter dan bij een chimpansee maar langer dan bij Homo sapiens. De onderarm heeft 82,8–86,2 % van de lengte van de bovenarm.  Het opperarmbeen is weinig om de as gewrongen, wat de arm meer naar voren zou brengen. Het bovenvlak van het opperarmbeen is ovaal, wat afwijkt van zowel de moderne mens als moderne basale mansapen. Bij sommige exemplaren heeft de ellepijp een duidelijke bult voor de aanhechting van de musculus flexor carpi ulnaris, een spier die de pols buigt; dit duidt op een sterke greep. De inkeping in het onderste gewrichtsvlak van de ellepijp is schuin naar boven en voren gericht in plaats van recht naar voren, wat betekent dat het gewricht niet geoptimaliseerd is om de grootste kracht te zetten in een gebogen houding. De vingerkootjes zijn vaak vrij gekromd. 
Het bekken is "hypermenselijk" breed. Stw 431 laat zien dat de bladen van de darmbeenderen breed uitwaaierden. Het geboortekanaal is van voor naar achter smal. De spina iliaca superior anterior is sterk gebogen maar met een rechte of slechts licht golvende voorrand. De fossa iliaca is ondiep. De voorrand van het darmbeen is maar weinig verdikt. Anders dan bij Homo, waar dit aanpassingen zijn om stabieler te rennen, stak het midden van de knieschijf weinig naar voren uit en krulde de buitenrand van de schijf niet naar voren. Bij sommige exemplaren is het kuitbeen vrij fors. Het hielbeen daarentegen lijkt vrij lichtgebouwd met een zeer bol gewricht met de enkel. Van handen en voeten is weinig goed materiaal bekend. 
Het best bewaarde specimen is StW 573, maar daarvan is het omstreden of het niet tot A. prometheus behoort. Bij dit exemplaar is het sleutelbeen opvallend lang, met dezelfde lengte en golving als bij de moderne mens. De duim is bij Stw 573 relatief lang ten opzichte van de andere vingers en de hand als geheel. De linea musculi solei, de richel die als spieraanhechting dient op de achterzijde van het scheenbeen, is zwak ontwikkeld. Het facet met het sprongbeen is bij dit bot trapeziumvormig, ook al een basaal kenmerk. Over het algemeen zijn de ledematen sterk variabel. In het materiaal zijn botten te vinden met erg basale proporties, soms dicht bij de chimpansee staand, maar ook elementen die weinig van de vroege Homo afwijken. Steeds is het de vraag of die wel correct zijn toegewezen; de variatie kan echter authentiek zijn en een evoluerende populatie weerspiegelen.

### Onderscheidende kenmerken

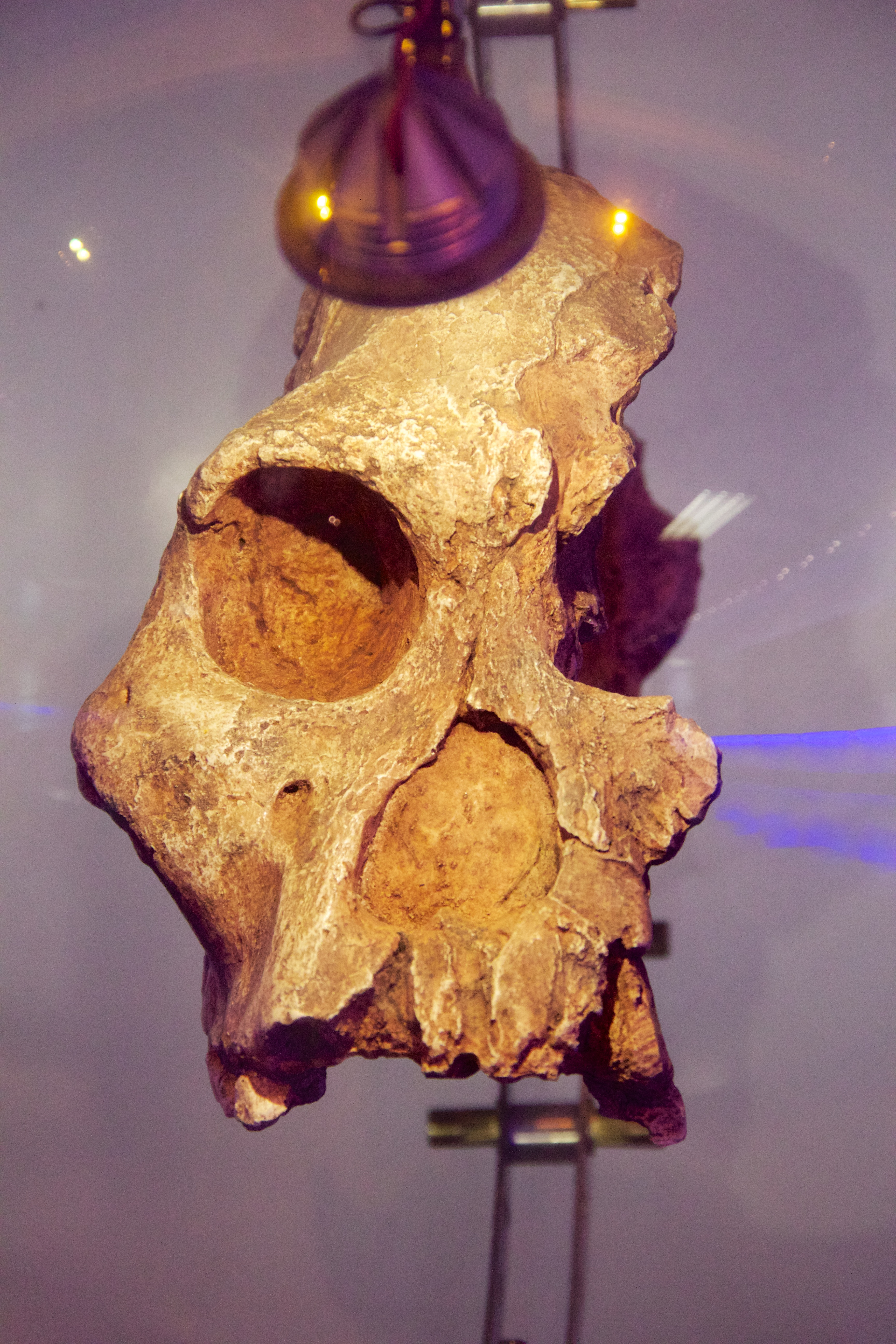
Sts 71

Tot de jaren zestig was het eenvoudig onderscheidende kenmerken van A. africanus aan te geven. Hij was duidelijk geen chimpansee of late Homo en veel lichter gebouwd, vooral met smallere jukbeenderen, dan de robuuste australopitheken. Sindsdien is er echter een veelvoud aan andere australopithecussoorten beschreven, vaak gebaseerd op mager materiaal en dus met een twijfelachtige status. Er zijn sinds 1964 ook soorten van de vroege Homo bekend geworden, die in bouw veel dichter bij A. africanus staan. Australopithecus sediba kan daar een overgangsvorm naar zijn en het verschil tussen die soort en A. africanus is subtiel.
Problematisch is verder dat naar moderne maatstaven voor de geldigheid van een soort autapomorfieën moeten worden aangegeven, unieke afgeleide eigenschappen, van het holotype. Dat is in dit geval echter niet eenvoudig daar dat holotype een tamelijk jong onvolgroeid exemplaar is. Strikt genomen kan niet eens bewezen worden dat de vondsten bij Sterkfontein van het hetzelfde taxon zijn als het Taungkind. Het is echter gesteld dat het voorhoofdsbeen van het Taungkind bij rijping een profiel zou hebben gekregen dat overeenkomt met schedel Sts 71. Opmerkelijk hierbij is dat Clarke Sts 71 ziet als een exemplaar dat typisch is voor A. prometheus. Dat zou kunnen impliceren dat als die correct als een aparte soort werd geïnterpreteerd deze als A. africanus moet worden aangeduid en er een aparte naam moet worden verzonnen voor de klassiekere specimina.

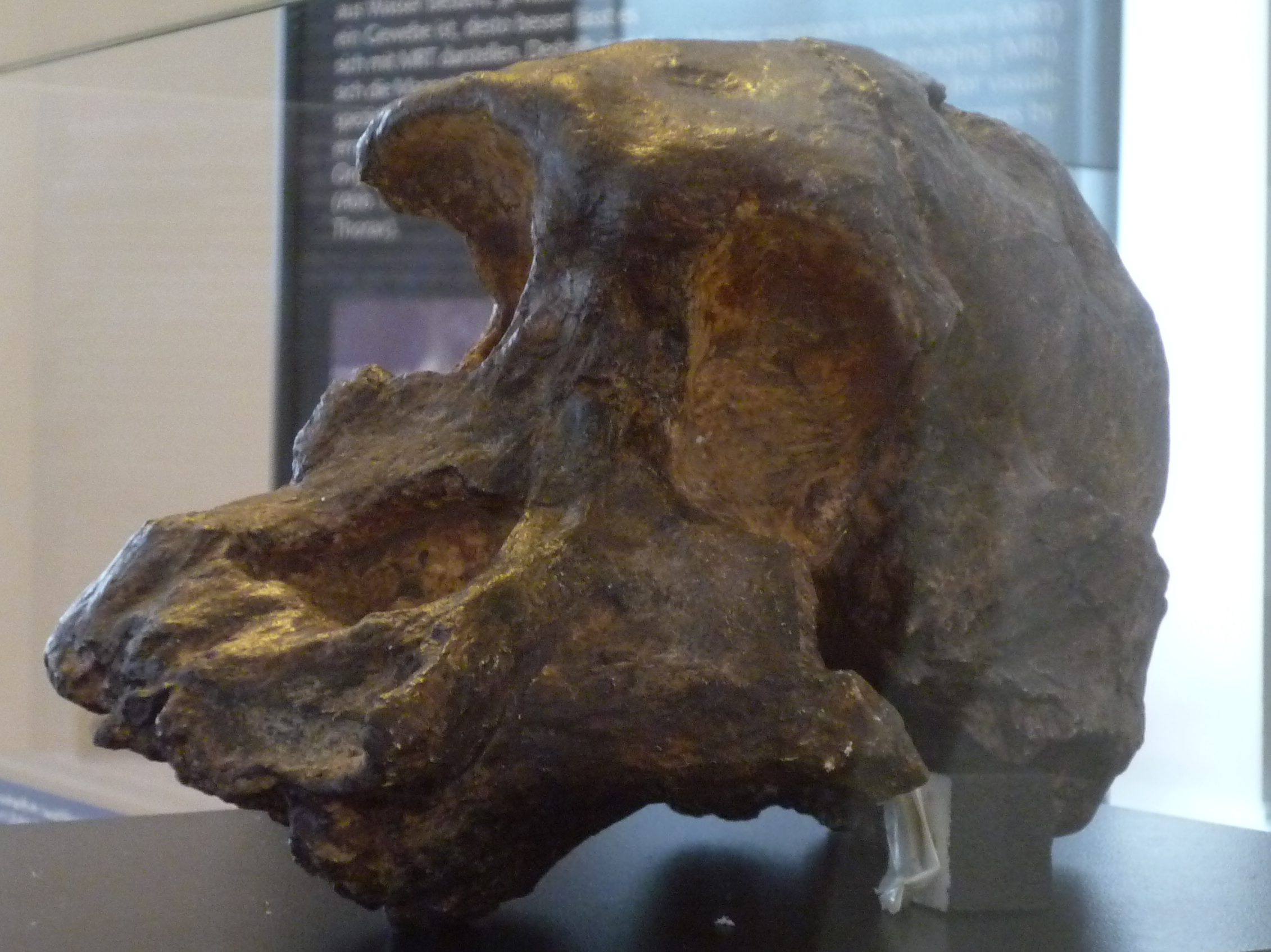
Stw 505 was volgens Clarke ook een specimen van A. prometheus

Een verdere complicatie vormt een mogelijk verschil met A. prometheus of althans een robuustere vorm die in het materiaal valt te onderscheiden. Clarke gaf in 2008 een lijst van elf kenmerken van deze mogelijke soort. De premolaren en kiezen zijn groter en meer gezwollen waarbij de knobbels dichter bij het midden van het kauwvlak liggen. Voortanden en hoektanden zijn desalniettemin groot ten opzichte van de premolaren en kiezen. De jukbeenderen steken uit en zijn voorwaarts geplaatst zodanig dat in zijaanzicht de neuszone achter het jukbeen verborgen ligt. Halverwege de neusopening draait de opgaande tak van het bovenkaaksbeen naar buiten in plaats van achteren als bij A. africanus. De zone onder de oogkassen is breed in plaats van smal als bij A. africanus. Het nasion, het middenpunt tussen de oogkassen, ligt boven de beennaad tussen het voorhoofdsbeen en het bovenkaaksbeen, dicht bij de wenkbrauwwal die weinig naar voren steekt. De bovenrand van de oogkassen is dun of weinig ontwikkeld. Het vlak van het voorhoofdsbeen achter de wenkbrauwwal is licht uitgehold. Het gezicht is veel langer dan bij A. africanus. Het achterhoofd is hoog en afgeplat. Bij mannen is er achteraan een kleine lengtekam op de schedel. Hierbij moet bedacht worden dat Clarke deze verschillen vooral waarnam tussen Stw 53 dat de meeste andere onderzoekers niet als A. africanus zien, en ST 252 waarvan de reconstructie betwist is.

## Fylogenie

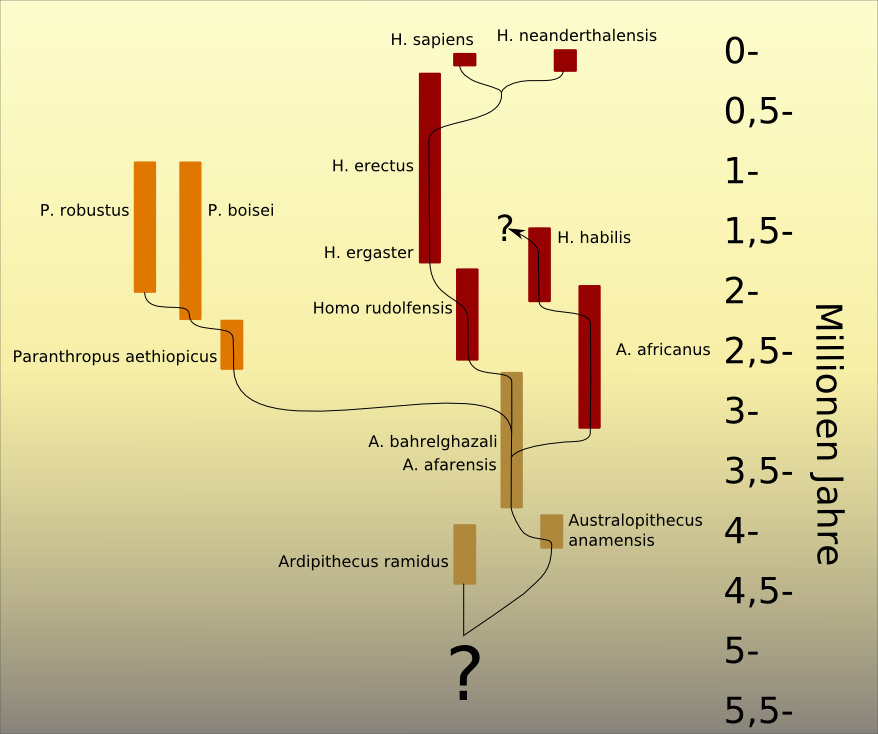
Een van de vele mogelijke stambomen

Dart benoemde voor Australopithecus een eigen familie Homo-simiadae, een begrip dat door andere wetenschappers niet overgenomen werd. In 1939 werd het geslacht gezien als een lid van de Australopithecinae. Tegenwoordig laat men het geslacht vallen in de Hominini.
Rond 1960 had A. africanus een centrale rol in de fylogenie van de vroege mensachtigen. Er waren geen vormen bekend die basaler waren, dichter bij de chimpansee stonden. Het leek evident dat de graciele A. africanus de directe voorouder van de moderne mens was en niet een van de robuuste australopitheken. Ten opzichte van A. africanus werd de duidelijk meer afgeleide Homo erectus afgezet (Pithecanthropus). De eenvoud van dit model weerspiegelde echter ook veel onwetendheid. Het was niet bekend wat precies de relatie met basale mensapen of Homo was.
Na 1964 kwam geleidelijk veel meer informatie beschikbaar over de periode vóór A. africanus en over de vroege Homo. Hieruit bleek dat de evolutie veel complexer moest zijn verlopen dan eerst aangenomen. Oudere vormen als Australopithecus afarensis lieten zien hoe A. africanus geëvolueerd kon zijn maar suggereerden ook dat juist zij het begin van een aftakking richting de moderne mens konden zijn en A. africanus slechts een zijtak die dichter bij de robuuste australopitheken stond — of wellicht alleen de latere robuuste zuidelijke vormen wat dan een verklaring zou kunnen zijn waarom hij alleen in Zuid-Afrika werd aangetroffen. In 2002 werd zelfs voorgesteld de soort in Paranthropus onder te brengen als een Paranthropus africanus, maar dat is formeel onmogelijk omdat A. africanus de typesoort is van Australopithecus en dat eerder beneoemde geslacht prioriteit heeft. 
Sommige geleerden hielden vast aan de voorouderrol van A. africanus ten opzichte van de moderne mens maar de vele typen die rond de overgang van Australopithecus naar Homo werden aangetroffen, maakten een groot aantal plausibele stambomen mogelijk. Misschien was A. africanus de voorouder van A. sediba en die weer de voorouder van Homo habilis. Wellicht was A. africanus de directe voorouder van Homo habilis en A. sediba een zijtak. Het is zelfs geopperd dat Homo polyfyletisch is doordat A. africanus de voorouder was van Homo rudolfensis terwijl een andere aftakking van A. afarensis uit over Homo habilis de moderne mens voortbracht — of omgekeerd. Sinds de jaren negentig is bij Zuid-Afrikaanse onderzoekers de gedachte aan een speciation event populair, dat ongeveer 2,6 miljoen jaar geleden de A. africanus-populatie zich in drieën splitste: een tak liep dan naar Homo, een tweede naar de Zuid-Afrikaanse robuuste australopitheken en een derde naar een late restpopulatie van A. africanus.
Het besef dat de situatie zeer complex moet hebben gelegen deed onderzoekers in toenemende mate betwijfelen of de belangrijkste vindplaatsen van A. africanus, die een aanzienlijk verschil in tijd tonen, van 3,7 tot twee miljoen jaar geleden, wel echt één soort vertegenwoordigen. Het zou ook om een viertal populaties kunnen gaan die wel een zekere overeenkomst in bouw hebben maar in feite dichter bij bepaalde reeds benoemde australopithecussoorten staan dan bij elkaar. Dat probleem geldt zelfs voor de fossielen van Sterkfontein onderling. Het is onduidelijk of de meer robuuste schedels individuele variatie vertegenwoordigen, een te zware reconstructie door Clarke, een beginnende aftakking richting robuuste australopitheken, hybridisering daarmee of mozaïekevolutie. Nieuwe vondsten zullen dit moeten verhelderen. Het tot nu toe gevonden materiaal is nog altijd beperkt en geeft geen heel goed beeld van de mate van individuele variatie binnen een populatie. Vooruitgang op dit punt werd ook belemmerd doordat de altijd wat conservatieve paleoanthropologie slechts laat de moderne exacte methode van de kladistiek begon toe te passen. In de jaren tachtig begon Clarke te stellen dat de robuuste schedels een apart taxon vertegenwoordigden. Het probleem is dat hij die schedels als hoofdpreparateur zelf had gereconstrueerd, van de vooronderstelling uit dat ze speciaal robuust waren. F.E. Grine noemde Stw 252 bijvoorbeeld "imaginatively reconstructed". Clarke kreeg bijval van sommige andere onderzoekers maar die waren er nooit over eens welke schedel bij welke groep hoorde. Frederick Grine concludeerde in 2013 en 2019 dat al zulke claims gebaseerd waren op kwalitatief onderzoek en niet op een exacte kwantitatieve analyse die typisch geen duidelijke clustering in twee groepen laat zien. Dat blijkt uit het postcraniaal skelet maar ook uit de schedels en tanden.

## Levenswijze

### Darts moordaaphypothese

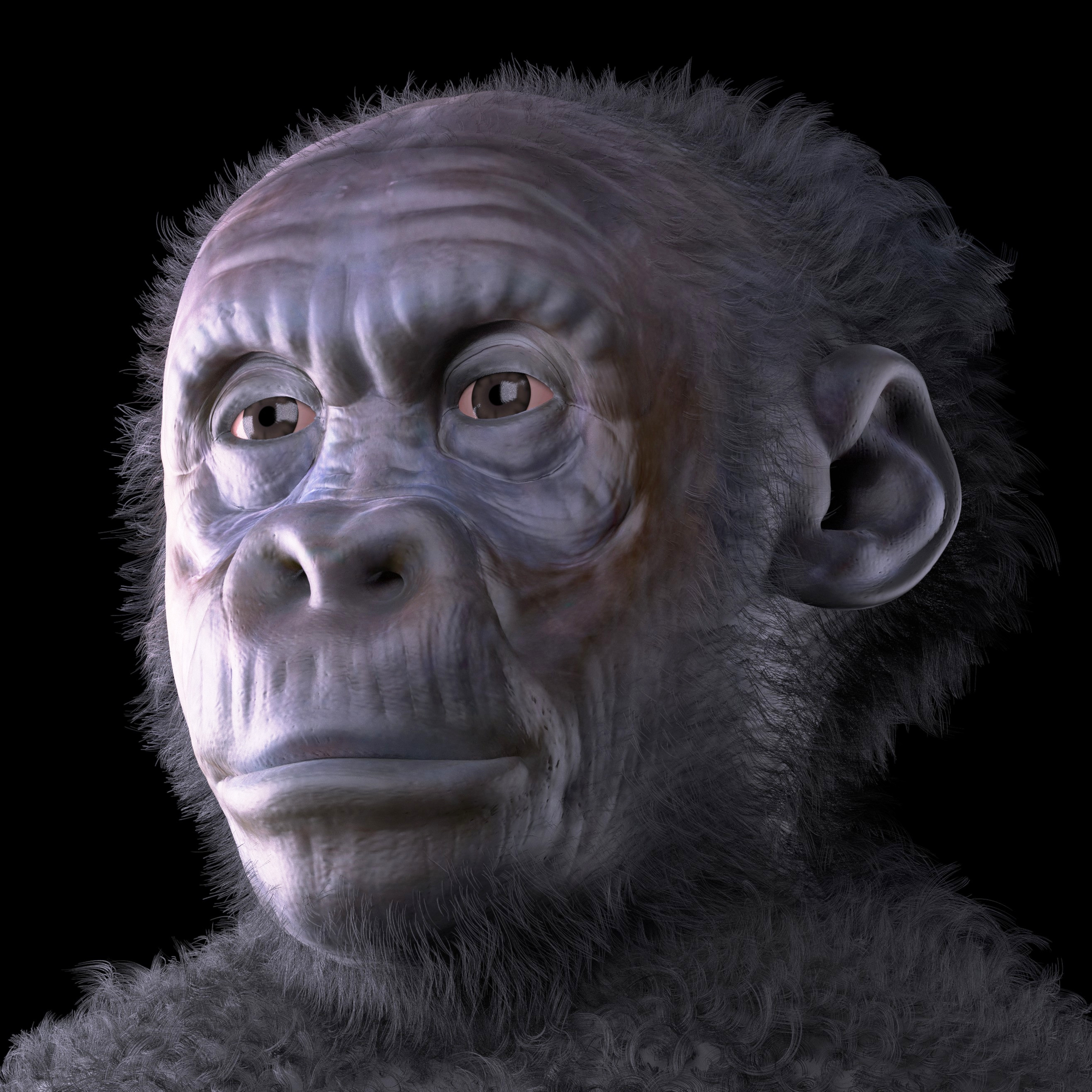
Volgens Dart groeide zijn Taungkind uit tot een brute moordenaar

In 1925 stelde Dart dat A. africanus ook in intellectuele capaciteiten tussen basale mensapen en de mens instond. Hij zou beter dan "anthropoïden" objecten hebben kunnen hanteren, waarnemen, ervaren, beoordelen en van een betekenis voorzien. Dat zouden voorwaarden geweest zijn voor de ontwikkeling van een gesproken taal, waartoe de aapmens naar zijn mening overigens nog niet in staat zou zijn geweest.
Dart maakte uit de fossielen bij Makanpansgat op dat zijn A. prometheus in staat was vuur te maken. Dat leidde hij af uit hun vaak zwarte verkleuring. Onder de fossielen bevonden zich gebroken botten, tanden en hoorns. Hij nam aan dat die door de mensachtigen gebroken waren bij het slachten van hun prooi. Ze zouden dus jagers geweest zijn. De fragmenten zouden meteen als werktuigen gebruikt zijn. Er zou sprake zijn van een Osteodentokeratic Culture, een die dus bot, tand en hoorn gebruikte in plaats van stenen werktuigen zoals latere culturen. Omdat er verpletterde schedels en hoeven onder de vondsten waren, dacht hij dat de mensachtigen daar speciale belangstelling voor hadden omdat zulke lichaamdelen de kracht van dieren zouden hebben belichaamd. Die zouden ze op magische wijze naar zichzelf hebben doen willen overgaan om weer beter te kunnen jagen. Dat er veel bavianenschedels met een ingedrukte linkerkant bij waren, zag hij als het bewijs dat die bij een frontale confrontatie door een rechtshandige aapmens de hersens waren ingeslagen. Later meende Dart de bewijzen van kannibalisme te hebben gevonden als begin van de bloedige geschiedenis van de mensheid, een groep "moordenaars en jagers van mensenvlees".
Darts ideeën werden gepopulariseerd door Robert Ardrey die in 1961 in zijn African Genesis beweerde dat A. africanus een Killer Ape was. De menswording, de "anthropogenese", zou dus in gang zijn gezet door meer graciele australopitheken die roofdieren waren geworden en waarvan de intellectuele capaciteiten waren verhoogd door de eisen die de jacht en de oorlog stelden. Deze denkbeelden zouden een zeer grote invloed hebben. Tot in de jaren zeventig was het in populairwetenschappelijke boeken gebruikelijk de lijn naar de mens te kwalificeren als "jachtapen". Omdat de jagers werden gezien als mannen, beklemtoonde dit een vermeende hoofdrol van de mannelijke sekse in de ontwikkeling, als motor van de menselijke evolutie, ten koste van de rol van vrouwen.  
Moderne onderzoekers echter hebben deze conclusies grotendeels verworpen. De botten waren niet donker geworden doordat ze in het vuur zwartgeblakerd waren maar door chemische verwering en bedekking door mangaan. De breuken zijn heel normaal en een gevolg van hun depositie door water of het kraken door hyena's. Ze tonen geen sporen van verwerking door werktuigen of de slijtage die het gevolg zou zijn van het gebruik als werktuigen. Het dikke tandemail van de grote kiezen van A. africanus duidt op een specialisatie als planteneter. In ieder geval waren de kleine australopitheken geen jagers op groot wild.

### Voedsel

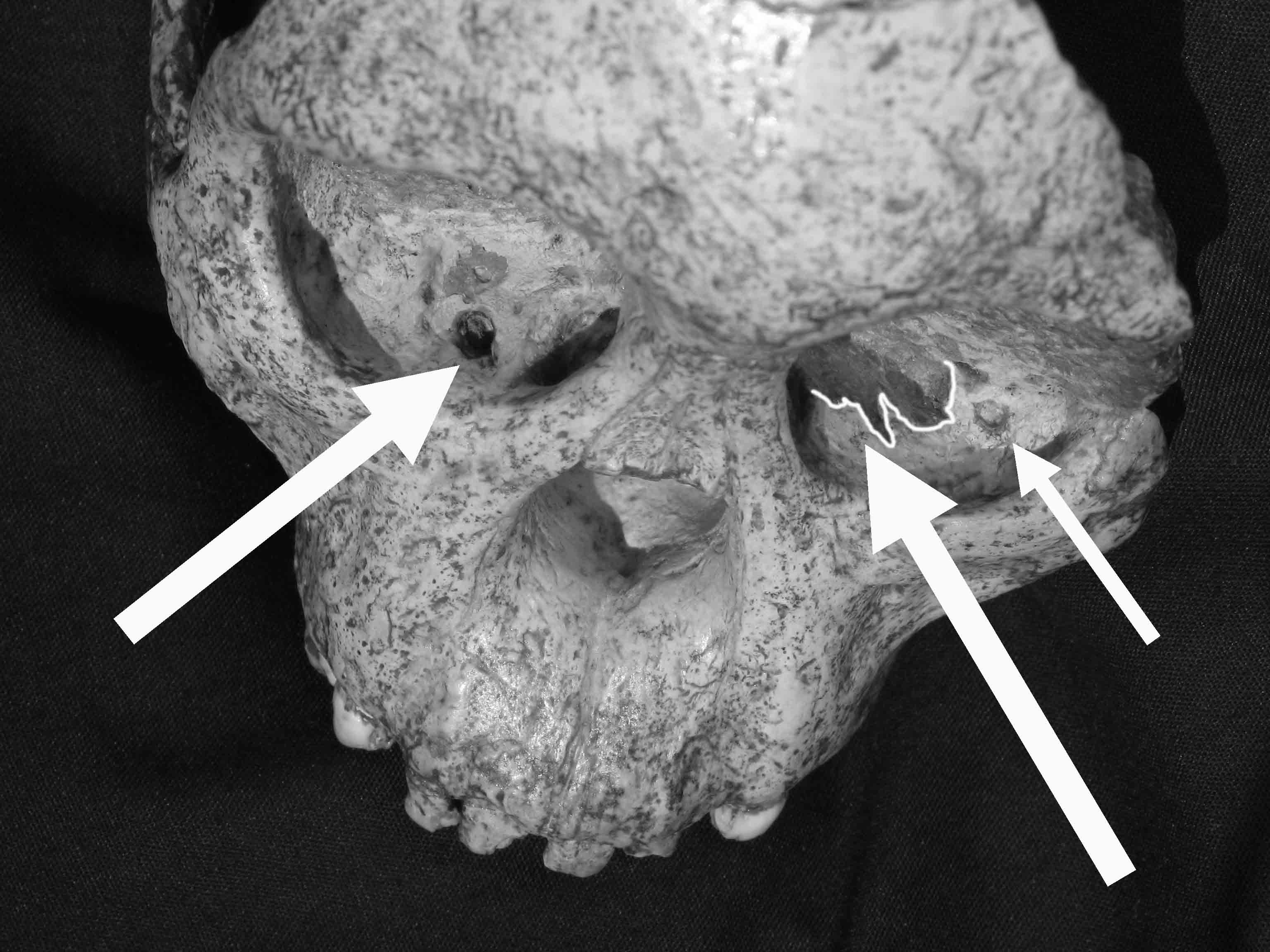
Perforaties van de oogkassen wijzen erop dat het Taungkind door een roofvogel geslagen is

A. africanus was eerder een prooidier dan een jager. In 1983 stelde Charles Kimberlin Brain dat de skeletten van mensachtigen die in de grotten waren gevonden daar heen waren gesleept, of uit een boom waren laten gevallen, door roofdieren, vooral katachtigen. Het zou volgens hem ook kunnen dat de mensachtigen, althans een gedeelte van het jaar, in de grotten woonden en daar door roofdieren in een hinderlaag overvallen werden. Ook hyena's en jakhalzen kunnen een gevaar gevormd hebben. Bij Swartkrans is een specimen van een kind gevonden waarvan de schedel doorboord was door de hoektanden van een luipaard. Ook tegenwoordig trekken luipaarden karkassen in grotten, wat mooi de opeenhoping van fossielen verklaart, met een oververtegenwoordiging van vrij grote prooien. De fossielen te Taung zijn echter gemiddeld veel kleiner en Berger heeft gesteld dat ze gedood konden zijn door een grote roofvogel, wellicht een voorloper van de kroonarend. Het Taungkind zou ook de typisch V-vormige beschadiging aan de schedel tonen veroorzaakt door een vogelklauw, zoals doorboringen van de binnenste oogkassen.
De vaststelling dat A. africanus primair een vegetariër was, heeft de vraag opgeroepen hoe de nicheverdeling was met de gelijktijdig levende robuuste australopitheken die nog veel grotere kiezen met nog dikker email hadden. Beide populaties waren geen typische oerwoudbewoners maar prefereerden een halfbebost landschap. Bossen konden vrij dicht zijn en het klimaat was matig warm en tamelijk vochtig. A. africanus kon met zijn premolaren om objecten happen tot een diameter van zo'n vijf centimeter. Vaak is gedacht dat een belangrijke voedselbron grote noten en zaden vormden. Die zaten vol eiwitten, vetten, zetmeel en vitaminen. Het tandglazuur van de premolaren van A. africanus toont echter geen microkrassen die wijzen op het verwerken van harde objecten, in tegenstelling tot de valse kiezen van robuuste australopitheken. Het is echter gesteld dat zulke krasjes alleen veroorzaakt worden door zeer harde voorwerpen zoals steengruis maar niet door de schil van noten. In 2009 concludeerde een studie dat de versterking van dat deel van de kaken waar de premolaren in stonden, wijst op het kraken van noten. Het zachtere eigenlijke zaad zou daarna door de kiezen vermalen zijn. De kiezen van A. africanus tonen minder krassen dan die van robuuste australopitheken die vermoedelijk een wat harder voedsel aten. Het verschil kan echter ook verklaard worden door aan te nemen dat A. africanus vaker werktuigen inzette om noten te kraken.
Veel Zuid-Afrikaanse onderzoekers nemen aan dat A. africanus in het algemeen een generalist was die een groot bereik aan voedselbronnen probeerde te exploiteren naarmate ze beschikbaar kwamen. Energierijk fruit, eenvoudig te verwerken door zowel gebit als spijsverteringsstelsel, zou een favoriete voedselbron zijn geweest, zoals bij de meeste primaten. Daarnaast zou er vlees gegeten zijn. Zij zien A. africanus typisch als voorouder van een meer vlees etende Homo en meer vegetarische robuuste australopitheken die dus een meer gespecialiseerd dieet hadden.
Het voedsel zou voor de helft uit C3-planten hebben bestaan en voor de andere helft uit C4-planten die aan een droger landschap zijn aangepast. De verhoudingen tussen de koolstofisotopen uit het tandglazuur wijzen zo op het eten van grassen of knollen, wellicht op een open savanne, of misschien zelfs op het jagen op dieren die die grassen aten. De breedte van het dieet, afgaande op de isotopen, zou een kwart hoger hebben gelegen dan bij de vroege Homo.
De tanden van A. africanus tonen minder tandbederf dan die van P. robustus. Dat kan betekenen dat minder fruit gegeten werd. Het kan echter ook zijn dat het voedsel meer gruis bevatte dat gaatjes bij de kiezen wegsleet. Bij sommige exemplaren tonen de voortanden en hoektanden erosie die typisch veroorzaakt wordt door de zuren die veroorzaakt worden door de omzetting van suiker uit fruit. Een zulke erosie kan echter ook het gevolg zijn van het kauwen van taaie knollen door de voorste tanden. In 1989 concludeerde een studie dat zeven van tien onderzochte A. africanus-exemplaren sporen toonden van tandvleesontsteking, die het gevolg kan zijn van het eten van koolhydratenrijk voedsel. Bij het kind Sts 24a zou zich een zo zware infectie van de kiezen hebben voorgedaan dat aangenomen zou moeten worden dat het afhankelijk was van hulp van soortgenoten om het leven te rekken.

### Voortbeweging en werktuiggebruik

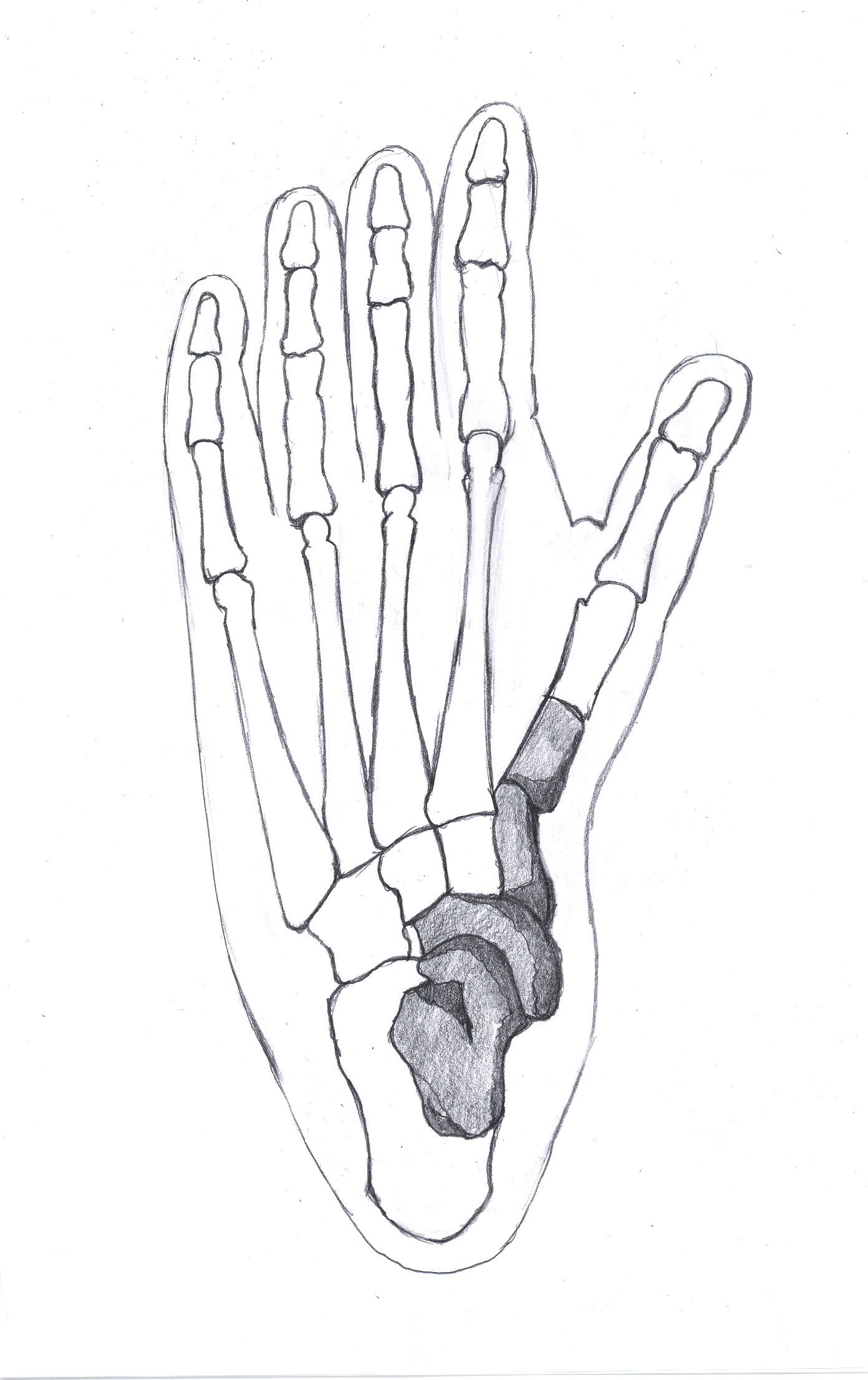
Was de grote teen opponeerbaar?

Bestudering van Stw 413 leidde Berger tot de conclusie dat, hoewel een tweevoeter, A. africanus toch opvallend lange armen had. Hij zag de soort desalniettemin als een voorouder van de mens. De lange armen zouden gebruikt zijn om in de bomen te klimmen. A. africanus zou dus meer een bosdier dan een bewoner van de savanne zijn geweest. De vrij kleine australopitheken konden veel veiliger in de takken klauteren dan de moderne mens. Klimmen kan nuttig geweest zijn voor het bereiken van voedselbronnen zoals vruchten en bladeren, het vluchten voor roofdieren, het maken van een veilig slaapnest, een betere waarneming van de omgeving en spelgedrag. Lange armen kunnen echter ook voor andere doeleinden ingezet worden, zoals allerlei conflictgedrag tegenover roofdieren of soortgenoten, waaronder het slaan met knuppels of gooien met objecten. Sterke armen zijn ook nuttig voor het dragen van lasten of werktuiggebruik. Werktuigen zijn weliswaar niet in associatie met A. africanus-fossielen aangetroffen maar in Ethiopië zijn wel sporen van stenen werktuigen van 3,4 miljoen jaar oud gevonden en het is bekend dat chimpansees spontaan werktuiggebruik kennen. In 2015 concludeerde een studie naar de beenstutjes in de middenhandsbeenderen van A. africanus dat die versterkt waren om de krachten op te vangen van een sterke precisiegreep, met een geopponeerde duim, zoals men bij het produceren van stenen werktuigen zou verwachten.
De bouw van het bekken wijst op sterke verbindingen met de buikspieren en rugspieren, nuttig om de romp rechtop te houden bij een tweevoetige gang. Die verbindingen zijn sterker dan bij A. afarensis. Beide soorten hebben echter krachtige bilspieren met dezelfde functie.
Volgens Berger waren de benen van A. africanus nogal kort en krom en had deze aapmens een gang die verschild moet hebben van die van de moderne mens, al was het alleen maar om het veel krachtiger bovenlichaam te balanceren. Ook het hielbeen werd belast op een wijze die verschilt van de belasting bij zowel de moderne mens als bij basale mensapen. Een omstreden punt is in hoeverre de voet gebruikt werd om te klimmen. Little Foot toonde volgens Clarke en Tobias een grote teen die nog als grijporgaan gebruikt kon worden en onderlinge zeer beweeglijke voetwortelbeentjes die het de voet toestonden ver naar boven te klappen om meer kracht te zetten bij het beklimmen van een stam. De grijpende teen wordt door weinig andere onderzoekers aanvaard. De beweeglijke voet lijkt echter bevestigd te worden door fossielen van A. sediba. Opnieuw wordt de situatie gecompliceerd door de mogelijkheid dat het specimen een aparte A. prometheus vertegenwoordigt. De zijdelingse beweeglijkheid van de enkel was echter beperkt en dat gewricht was gespecialiseerd in een voorwaartse beweging zoals bij een tweevoetig dier.
Een lastig probleem is de variatie bij gevonden eerste middenvoetsbeenderen. Stw 562 en Stw 595 zijn beide in 2003 zo basaal van bouw beschouwd dat ze vrijwel zeker zouden wijzen op een grijpende teen en onverenigbaar waren met een tweevoetige gang. In 2010 echter concludeerde een studie dat dit alleen voor Stw 595 gold en wees op een behoren tot een andere soort. Dit werd in 2013 door Clarke bevestigd. Een andere studie datzelfde jaar concludeerde echter dat de kop van het eerste middenvoetsbeen bij beide exemplaren geen sterke rotatie toestond en de teen dus niet kon grijpen. De voetboog was echter mogelijk minder gewelfd dan typisch is voor de moderne mens.

### Voortplanting
Uit de strontium-isotoopanalyse van circa twee miljoen jaar oude tanden gevonden in twee Zuid-Afrikaanse grotsystemen hebben wetenschappers van de universiteit van Oxford in 2011 geconcludeerd dat vrouwelijke exemplaren van Australopithecus africanus exogaam waren, uit hun groep vertrokken om bij een andere "stam" van een andere regio te leven en zich voort te planten. De mannen waren patrilokaal: ze groeiden op en stierven in het gebied waar ze geboren werden. Hetzelfde verschijnsel doet zich voor bij veel groepen moderne mensen, chimpansees en bonobo's.
Uit het bariumgehalte in het glazuur van twee miljoen jaar oude tanden is door een studie uit 2019 ook afgeleid dat baby's van A. africanus tot en met de negende à twaalfde maand borstvoeding kregen. Daarna werden ze gespeend maar bij seizoensgebonden voedseltekorten zouden moeders korte tijd hun kinderen toch de borst gegeven hebben. Dat verschijnsel komt ook bij andere zoogdieren voor. Het onderzoek bracht een zulke dietary stress in verband met het uitsterven van A. africanus dat kennelijk plots daarop plaatsvond.
In 2016 concludeerde een studie van het gedeeltelijke bekken van een vrouw, specimen Sts 65, dat bij de bevalling het kind overdwars of schuin het geboortekanaal binnenging en de dat verhouding tussen de doorsnede van het hoofd en het bekken dezelfde was als bij moderne mensen. Eerder was vaak aangenomen dat het hoofd relatief kleiner was.
| Voorlopers en oude verwanten van de mens | Voorlopers en oude verwanten van de mens | Voorlopers en oude verwanten van de mens |
| Fossiel voorkomen                        | Geslacht                                 | Soorten |
| ---------------------------------------- | ---------------------------------------- | --- |
| 7 - 4,4 Ma                               | Sahelanthropus                           | Sahelanthropus tchadensis |
| 7 - 4,4 Ma                               | Orrorin                                  | Orrorin tugenensis |
| 7 - 4,4 Ma                               | Ardipithecus                             | Ardipithecus ramidus · Ardipithecus kadabba |
| 4,3 - 2 Ma                               | Australopithecus                         | A. anamensis · A. afarensis · A. bahrelghazali · A. africanus · A. garhi · A. sediba |
| 3,5 Ma                                   | Kenyanthropus                            | Kenyanthropus platyops |
| 2,5 - 1 Ma                               | Paranthropus                             | P. aethiopicus · P. boisei · P. robustus |
| tot heden                                | Homo                                     | H. antecessor · H. cepranensis · H. denisova · Homo erectus (Javamens · Pekingmens) · H. ergaster · H. floresiensis · H. gautengensis · H. georgicus · H. habilis · H. heidelbergensis · H. helmei · H. neanderthalensis · H. rhodesiensis · H. rudolfensis · Homo sapiens (H. s. idaltu · Cro-magnonmens · Red Deer Cave-mensen) |